# 성 차별

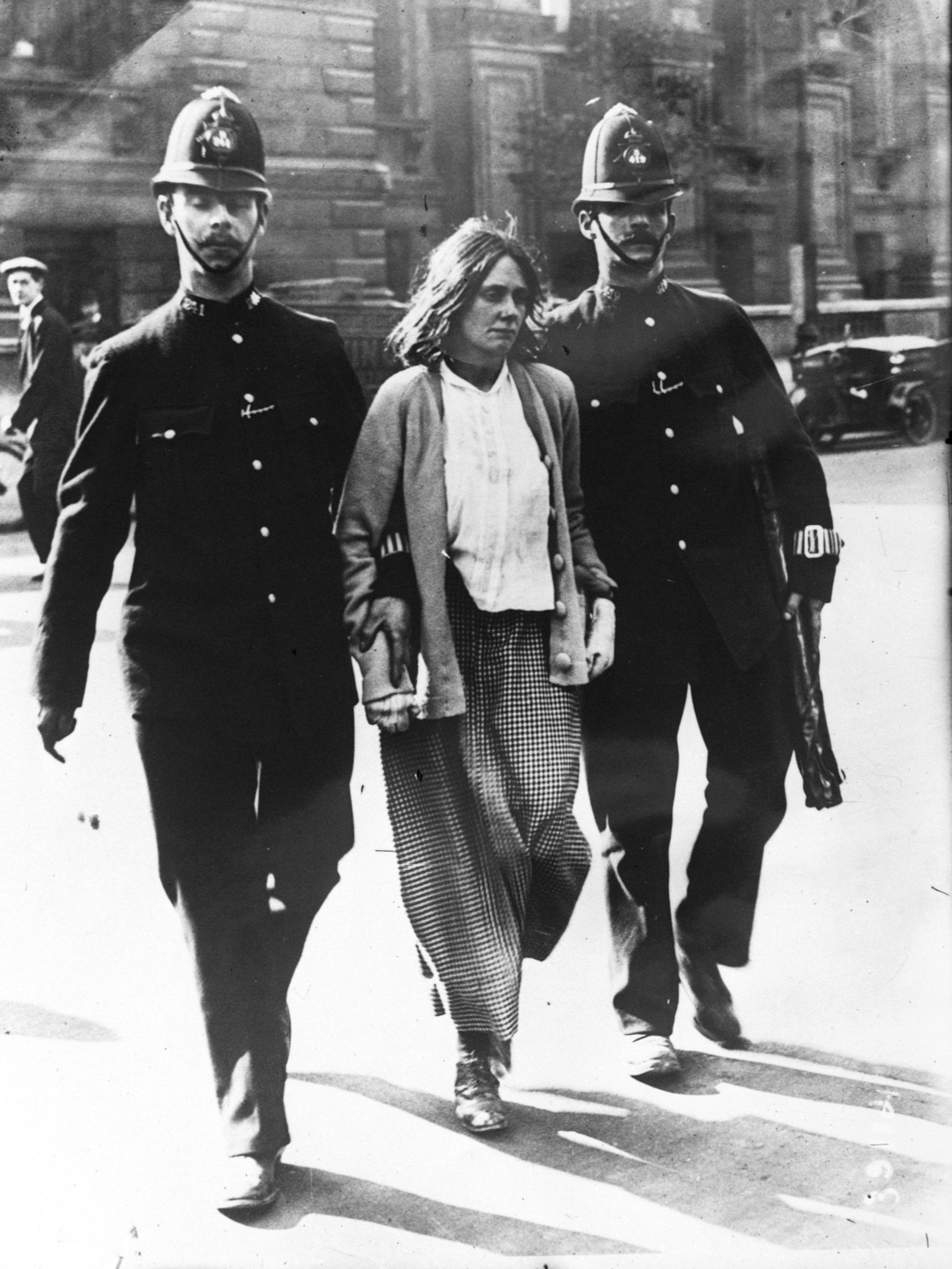
여성 참정권 운동가 도라 더울리스는 여성의 선거권 운동 중 광역경찰청에 체포되었다.

성 차별(性差別, 영어: sexism 섹시즘[*])은 사람의 성이나 젠더를 기반으로 한 편견 또는 차별이다. 성 차별은 누구에게나 영향을 미칠 수 있지만, 주로 여성과 소녀에게 영향을 미친다. 이는 성 역할과 고정관념과 연관되어 있으며, 한 성별이나 젠더가 다른 성별보다 본질적으로 우월하다는 믿음을 포함할 수 있다. 극단적인 성 차별은 성희롱, 강간, 기타 형태의 성폭력을 조장할 수 있다. 이러한 맥락에서 차별은 성정체성 또는 젠더나 성별 차이를 기반으로 사람들을 차별하는 것으로 정의된다. 이의 예시로는 직장 내 불평등이 있다. 성 차별은 젠더를 기반으로 한 형식적 평등의 위반을 의미하거나, 실질적 평등이라고도 불리는 젠더를 기반으로 한 결과 평등의 위반을 의미한다. 성 차별은 사회적 또는 문화적 관습과 규범에서 발생할 수 있다.

## 어원과 정의
법학자 프레드 R. 샤피로에 따르면, "성 차별"이라는 용어는 1965년 11월 18일 프랭클린 앤드 마셜 칼리지의 "학생-교수 포럼"에서 폴린 M. 리트에 의해 처음 사용되었을 가능성이 높다. 특히, "성 차별"이라는 단어는 리트의 포럼 기고문 "여성과 학부생"에 등장하며, 그녀는 이를 인종 차별과 비교하여 정의한다. 그녀는 부분적으로 "시를 잘 쓰는 여성이 더 적다는 이유로 그들을 완전히 배제하는 것을 정당화한다고 주장한다면, 당신은 인종 차별주의자와 유사한 입장을 취하는 것이다. 이 경우 나는 당신을 '성 차별주의자'라고 부를 수 있다. ...인종 차별주의자와 성 차별주의자 모두는 모든 일이 일어난 적이 없는 것처럼 행동하며, 둘 다 어떤 사람의 가치에 대해 전혀 관련 없는 요소를 참조하여 결정을 내리고 결론을 내리고 있다"고 말했다.
옥스퍼드 영어사전에 따르면, "성 차별"이라는 용어가 인쇄물에 처음 등장한 것은 캐럴라인 버드 (미국 작가)의 연설 "여성으로 태어나는 것에 대하여"였다. 이 연설은 그리니치 (코네티컷주)에 있는 미국 성공회 이사회 앞에서 1968년 11월 15일에 전달되었고, 이후 Vital Speeches of the Day(p. 6)에 게재되었다.
성 차별은 한 성별이 다른 성별보다 우월하다는 믿음에 기반한 이념으로 정의될 수 있다. 이는 젠더를 기반으로 한 차별, 편견, 또는 고정관념이며, 가장 흔히 여성과 소녀에게 표현된다.
사회학은 성 차별이 개인적 차원과 제도적 차원 모두에서 나타나는 것으로 간주한다. 리처드 셰이퍼에 따르면, 성 차별은 모든 주요 사회 제도에 의해 영속된다. 사회학자들은 인종 차별과 같이 개인적 및 제도적 차원 모두에서 작동하는 다른 억압적 이념 시스템과의 유사성을 설명한다. 초기 여성 사회학자 샬럿 퍼킨스 길먼, 아이다 벨 웰스, 해리엇 마티노는 성 불평등 시스템을 설명했지만, 나중에 만들어진 "성 차별"이라는 용어를 사용하지 않았다. 탤컷 파슨스와 같은 기능주의 패러다임을 채택한 사회학자들은 성 불평등을 이형적 젠더 모델의 자연스러운 결과로 이해했다.
심리학자 메리 크로포드와 로다 웅거는 성 차별을 "집단으로서의 여성에 대한 부정적인 태도와 가치"를 포함하는 개인이 가진 편견으로 정의한다. 피터 글릭 (심리학자)와 수잔 피스케는 여성에 대한 고정관념이 긍정적이면서도 부정적일 수 있으며, 개인이 가진 고정관념을 적대적 성 차별 또는 자애로운 성 차별로 분류하는 방식을 설명하기 위해 양가적 성 차별이라는 용어를 만들었다.
페미니스트 작가 벨 훅스는 성 차별을 여성에게 불이익을 초래하는 억압 시스템으로 정의한다. 페미니스트 철학자 마릴린 프라이는 성 차별을 남성 우월주의, 남성 쇼비니즘, 여성혐오의 "태도-개념-인지-지향적 복합체"로 정의한다.
철학자 케이트 맨은 성 차별을 가부장적 질서의 한 갈래로 정의한다. 그녀의 정의에 따르면, 성 차별은 가부장적 규범을 합리화하고 정당화하는 반면, 여성혐오는 가부장적 규범을 단속하고 집행하는 갈래이다. 맨은 성 차별이 종종 가부장적 사회 질서를 자연스럽고 좋거나 피할 수 없는 것처럼 보이게 하여 저항할 이유가 없는 것처럼 만들려고 시도한다고 말한다.

## 역사

### 농경 이전 시대
많은 농경 이전 사회에서 여성에게 오늘날 여성보다 더 높은 지위를 부여했다는 생각을 뒷받침할 증거는 부족하지만, 역사가들은 많은 그러한 사회에서 여성이 남성과 거의 동등한 사회적 권력을 가졌다고 합리적으로 확신한다.

### 고대 문명

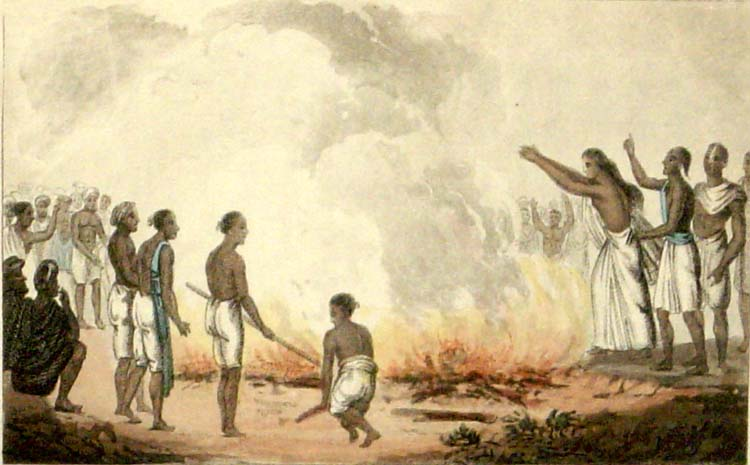
사티, 즉 남편의 시신과 함께 자살하는 과부의 관습은 19세기 초까지 힌두교 사회에서 널리 퍼져 있었다.

농경과 정착 문화가 채택된 후, 한 성별이 다른 성별보다 열등하다는 개념이 확립되었으며, 이는 주로 여성과 소녀에게 부과되었다.
고대 이집트의 여성의 지위는 그들의 아버지나 남편에게 의존했지만, 재산권을 가졌고 원고로서도 법정에 출두할 수 있었다. 고대 세계에서 여성에 대한 불평등한 대우의 예시로는 여성이 정치 과정에 참여하는 것을 막는 성문법이 있다. 예를 들어, 고대 로마의 여성은 투표하거나 정치 직책을 맡을 수 없었다. 또 다른 예시는 여성의 열등함을 어린이들에게 가르치는 학술서적이다. 고대 및 제국 중국의 여성은 여성은 어린 시절에 아버지를, 결혼하면 남편을, 과부가 되면 아들을 따라야 한다는 유교 원칙을 배웠다. 반면에, 앵글로색슨 시대의 여성은 일반적으로 동등한 지위를 부여받았다.

### 마녀 사냥과 재판

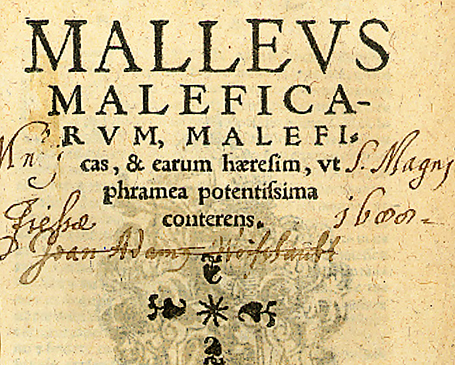
"마녀와 그들의 이단을 양날의 검처럼 파괴하는 마녀의 망치". 1520년 쾰른에서 발행된 마녀 잡는 망치 제7판 표지, 시드니 대학교 도서관 소장.

성 차별은 15세기에서 18세기 사이에 마녀 재판을 부채질한 원동력이 되었을 수 있다. 근세 유럽과 북아메리카의 유럽 식민지에서는 마녀가 기독교권에 위협이 된다는 주장이 제기되었다. 이 시기의 여성혐오는 이 여성들에 대한 박해에 중요한 역할을 했다.
하인리히 크라머의 마녀 잡는 망치는 마녀 사냥과 재판에 큰 영향을 미친 책으로, 저자는 여성이 남성보다 마법을 행할 가능성이 높다고 주장하며 다음과 같이 썼다.
모든 사악함은 여성의 사악함에 비하면 아무것도 아니다. ... 여성이란 우정의 적, 피할 수 없는 벌, 필요한 악, 자연스러운 유혹, 바람직한 재앙, 가정의 위험, 즐거운 손해, 아름다운 색으로 칠해진 자연의 악이 아니고 무엇이겠는가!
마법은 사우디아라비아를 포함한 여러 국가에서 여전히 불법이며, 사형에 처해질 수 있다. 2011년, 이 나라에서는 한 여성이 "마법과 주술" 혐의로 참수되었다. 마법 혐의와 그에 따른 여성 살해는 세계 일부 지역에서 여전히 흔하다. 예를 들어, 탄자니아에서는 매년 약 500명의 노년 여성이 이러한 혐의로 살해된다.
여성이 마법 혐의와 그에 따른 폭력의 대상이 되는 경우, 종종 여러 형태의 차별이 상호작용한다. 예를 들어, 인도와 네팔과 같이 이러한 범죄가 비교적 흔한 곳에서는 젠더 기반 차별과 카스트 기반 차별이 결합된다.

### 코버처 및 기타 결혼 규정

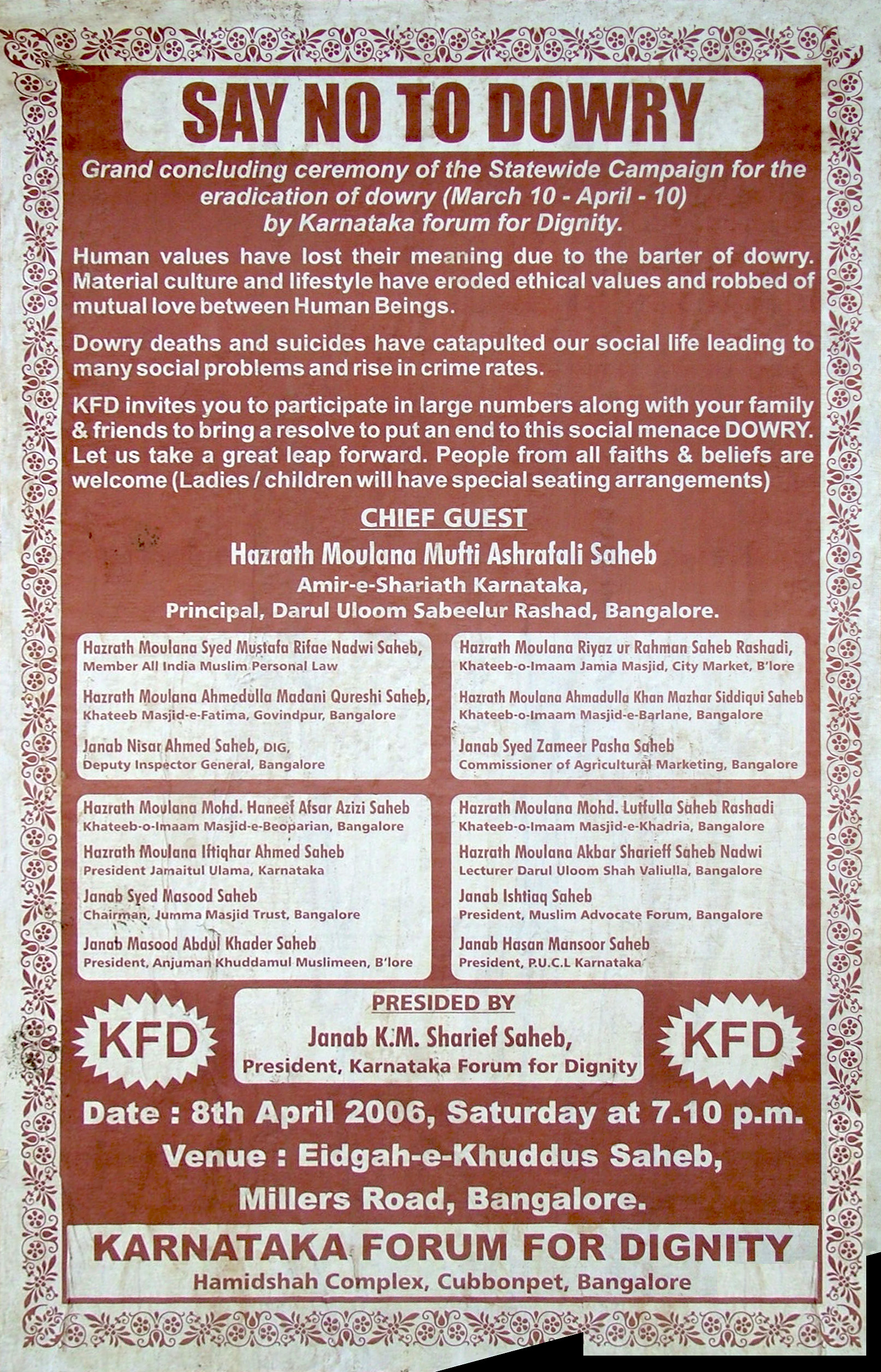
인도 벵갈루루의 반지참금 포스터. 국제앰네스티에 따르면, "지참금 관련 폭력의 지속적인 현실은 여성이 재산으로 취급될 때 어떤 일이 일어날 수 있는지를 보여주는 예시이다."

20세기까지 미국과 잉글랜드법은 "결혼에 의해 남편과 아내는 법적으로 한 인격체가 된다. 즉, 여성의 존재 또는 법적 존재는 결혼 기간 동안 중단된다"는 코버처 제도를 따랐다. 미국 여성은 1875년(마이너 대 해퍼셋, 88 U.S. 162)까지 법적으로 "사람"으로 정의되지 않았다. 유사한 법적 교리인 배우자 권력은 로마-네덜란드 법에 존재했으며 (그리고 현재 에스와티니에서도 부분적으로 시행되고 있다).
기혼 여성의 권리 제한은 몇 십 년 전까지 서구 국가에서 흔했다. 예를 들어, 프랑스 기혼 여성은 1965년에 남편의 허락 없이 일할 권리를 얻었고, 서독에서는 1977년에 이 권리를 얻었다. 프랑코 시대의 스페인에서는 기혼 여성이 취업, 재산 소유, 외출을 위해 남편의 동의(permiso marital)가 필요했다. 이 permiso marital은 1975년에 폐지되었다. 호주에서는 1983년까지 기혼 여성의 여권 신청은 남편의 승인을 받아야 했다.
세계 여러 지역의 여성들은 결혼 시 법적 권리를 계속해서 잃고 있다. 예를 들어, 예멘의 결혼 규정은 아내가 남편에게 복종해야 하며 그의 허락 없이 집을 떠나서는 안 된다고 명시한다. 이라크에서는 법이 남편이 아내를 합법적으로 "처벌"할 수 있도록 허용한다. 콩고 민주 공화국에서는 가족법에 따라 남편이 가구의 가장이며, 아내는 남편에게 순종해야 하고, 남편이 선택하는 곳에 살아야 하며, 법원에 소송을 제기하거나 다른 법적 절차를 시작하려면 남편의 허가를 받아야 한다고 명시되어 있다.
결혼에서 여성에 대한 학대와 차별 관행은 종종 지참금, 신붓값, 그리고 결혼 지참금과 같은 금전적 지불에 뿌리를 둔다. 이러한 거래는 종종 남편이 아내를 강제적으로 통제하는 것을 정당화하고 남편에게 아내에 대한 권한을 부여하는 역할을 한다. 예를 들어, 튀니지 개인 신분법 제13조는 "남편은 지참금 지급 불이행 시 여성이 결혼을 완성하도록 강제할 수 없다"고 명시한다. 이는 지참금이 지불되면 부부 강간이 허용됨을 의미한다. 이와 관련하여 비평가들은 튀니지 여성의 주장된 이득과 이 지역에서 진보적인 국가라는 이미지에 의문을 제기하며, 여성에 대한 차별이 여전히 매우 강력하게 남아 있다고 주장한다.
세계고문방지기구 (OMCT)는 "학대하는 남편을 떠날 독립성과 능력"이 여성에 대한 학대를 중단하는 데 중요하다고 인정했다. 그러나 세계 일부 지역에서는 일단 결혼하면 여성이 폭력적인 남편을 떠날 가능성이 거의 없다. 이혼을 얻는 것은 많은 관할권에서 법정에서 귀책 이혼을 증명해야 하기 때문에 매우 어렵다. 사실상의 별거(결혼 생활에서 벗어나 생활하는 것)도 이를 막는 법률 때문에 불가능하다. 예를 들어, 아프가니스탄에서는 결혼 생활을 떠나는 아내는 "도피" 혐의로 투옥될 위험이 있다. 게다가 인도를 포함한 많은 구 영국 식민지에서는 부부 권리 회복 개념을 유지하고 있는데, 이에 따라 아내는 법원 명령에 의해 남편에게 돌아가야 하며, 그렇게 하지 않으면 법정모욕죄로 구금될 수 있다. 다른 문제들은 신붓값 지불과 관련이 있다. 아내가 떠나고 싶어하면, 남편은 아내가 가족에게 지불했던 신붓값의 반환을 요구할 수 있으며, 여성의 가족은 종종 그것을 갚을 수 없거나 원하지 않는다.
결혼과 관련된 법률, 규정 및 전통은 세계 여러 지역에서 여성에 대한 차별을 계속하며, 특히 성폭력 및 섹슈얼리티에 대한 자기 결정권과 관련된 영역에서 여성에 대한 학대에 기여하고 있으며, 후자의 위반은 이제 여성의 권리 위반으로 인정되고 있다. 2012년, 당시 나비 필레이 유엔 인권최고대표는 다음과 같이 말했다.
여성은 종종 재산으로 취급되어 결혼, 인신매매, 성노예로 팔려 간다. 여성에 대한 폭력은 종종 성폭력의 형태를 띠며, 이러한 폭력의 피해자들은 종종 문란하다고 비난받고 자신들의 운명에 책임이 있다고 여겨지는 반면, 불임 여성들은 남편, 가족, 지역사회로부터 배척당한다. 많은 국가에서 기혼 여성은 남편과의 성관계를 거부할 수 없으며, 종종 피임 사용 여부에 대해 발언권이 없다. ...여성이 자신의 신체에 대한 완전한 자주권을 갖도록 보장하는 것이 여성과 남성 간의 실질적 평등을 달성하기 위한 첫 번째 중요한 단계이다. 언제, 어떻게, 누구와 성관계를 가질지, 그리고 언제, 어떻게, 누구와 자녀를 가질지 와 같은 개인적인 문제는 존엄한 삶을 사는 데 핵심이다.

### 참정권과 정치

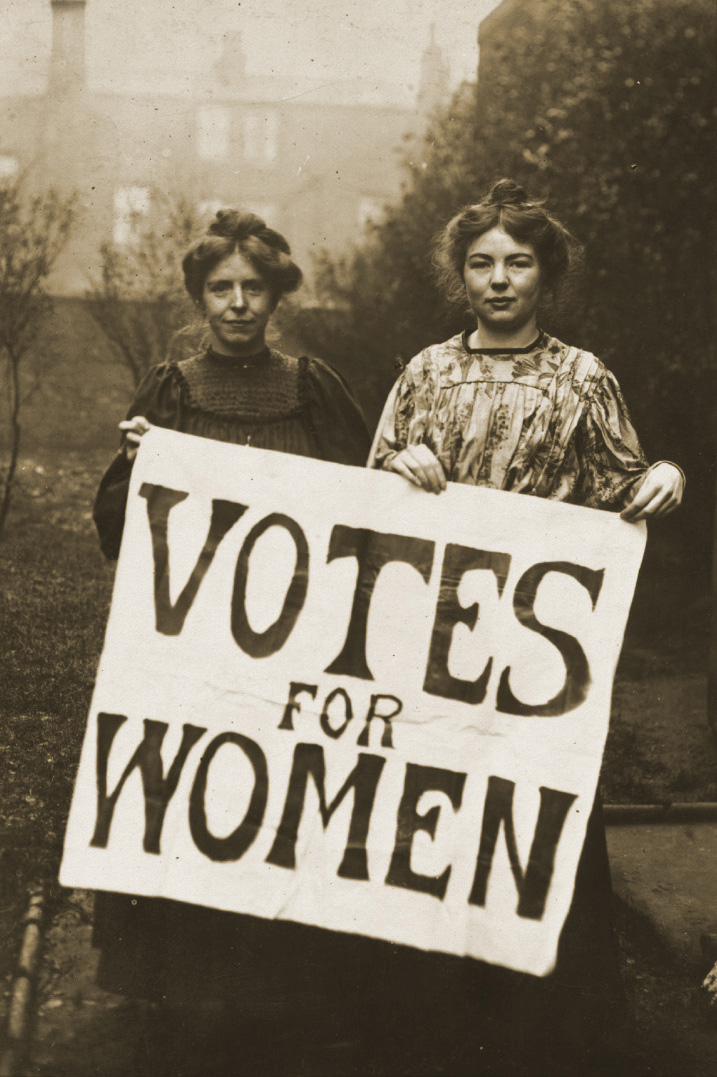
애니 케니와 크리스타벨 팽크허스트

젠더는 정치 분야에서 여성에 대한 차별 도구로 사용되어 왔다. 여성의 선거권은 1893년 뉴질랜드가 여성에게 투표권을 부여한 첫 국가가 되기 전까지는 획득되지 않았다. 2015년 8월 현재, 사우디아라비아는 2011년에 여성에게 투표권을 확대한 가장 최근의 국가이다. 일부 서구 국가들은 비교적 최근에야 여성에게 투표권을 허용했다. 스위스 여성은 1971년에 연방 선거에서 투표권을 얻었고, 아펜첼이너로덴주는 1991년에 스위스 연방 대법원의 강제에 의해 지역 문제에 대한 여성의 투표권을 부여한 마지막 주가 되었다. 프랑스 여성은 1944년에 투표권을 얻었다. 그리스에서는 1952년에 여성들이 투표권을 얻었다. 리히텐슈타인에서는 1984년에 1984년 리히텐슈타인 여성 참정권 국민투표를 통해 여성들이 투표권을 얻었다.
오늘날 거의 모든 여성이 투표권을 가지고 있지만, 정치 분야에서 여성에게는 여전히 진전이 필요하다. 연구에 따르면 호주, 캐나다, 미국을 포함한 여러 민주주의 국가에서 여성은 언론에서 여전히 성 고정관념으로 표현되고 있다. 여러 저자들은 미디어에서 젠더 차이가 1980년대보다 덜 뚜렷해졌지만 여전히 존재한다고 밝혔다. 특정 문제(예: 교육)는 여성 후보자와 연결될 가능성이 높은 반면, 다른 문제(예: 세금)는 남성 후보자와 연결될 가능성이 높다. 또한, 여성 후보자의 외모와 성격과 같은 개인적인 특성에 더 많은 강조가 이루어지며, 여성은 감정적이고 의존적으로 묘사된다.
남성과 여성 간의 입법 권력에는 광범위한 불균형이 존재한다. 입법부 내 여성 대 남성 비율은 유엔의 성 권한 척도와 그 후속 지표인 성불평등지수에서 성 평등의 척도로 사용된다. 첸 란옌은 중국에 대해 언급하면서, 정책 결정의 문지기 역할을 남성이 여성보다 더 많이 하기 때문에 여성의 필요가 제대로 반영되지 않을 수 있다고 말했다. 이러한 의미에서 입법 권력의 불평등은 성 차별을 야기하기도 한다.

### 메뉴
1980년대 초까지 일부 고급 레스토랑에서는 두 가지 차림표를 사용했다. 남성용에는 가격이 표시된 일반 메뉴가 있었고, 여성용에는 가격이 표시되지 않은 "숙녀 메뉴"라고 불리는 두 번째 메뉴가 있었다. 따라서 여성 손님은 음식 가격을 알 수 없었다. 1980년, 캐슬린 빅은 웨스트 할리우드의 르오랑제리에서 남성 사업 파트너와 저녁 식사를 했다. 그녀는 가격이 없는 여성용 메뉴를 받았고, 그녀의 손님은 가격이 있는 메뉴를 받았는데, 빅은 변호사 글로리아 올레드를 고용하여 캘리포니아 민권법에 위배된다는 이유로 차별 소송을 제기했다. 빅은 가격이 없는 여성용 메뉴를 받은 것에 대해 "굴욕적이고 분개했다"고 말했다. 레스토랑 주인은 남성이 여성이 방에 들어설 때 일어서는 것처럼 이것이 예의상 행해진 일이라고 변호했다. 소송은 기각되었지만, 레스토랑은 성별 기반 메뉴 정책을 중단했다.

### 시간의 흐름에 따른 동향
2021년 한 연구는 미국에서 2004년부터 2018년까지 성 차별 수준이 변했다는 증거를 거의 찾지 못했다.

## 성 고정관념

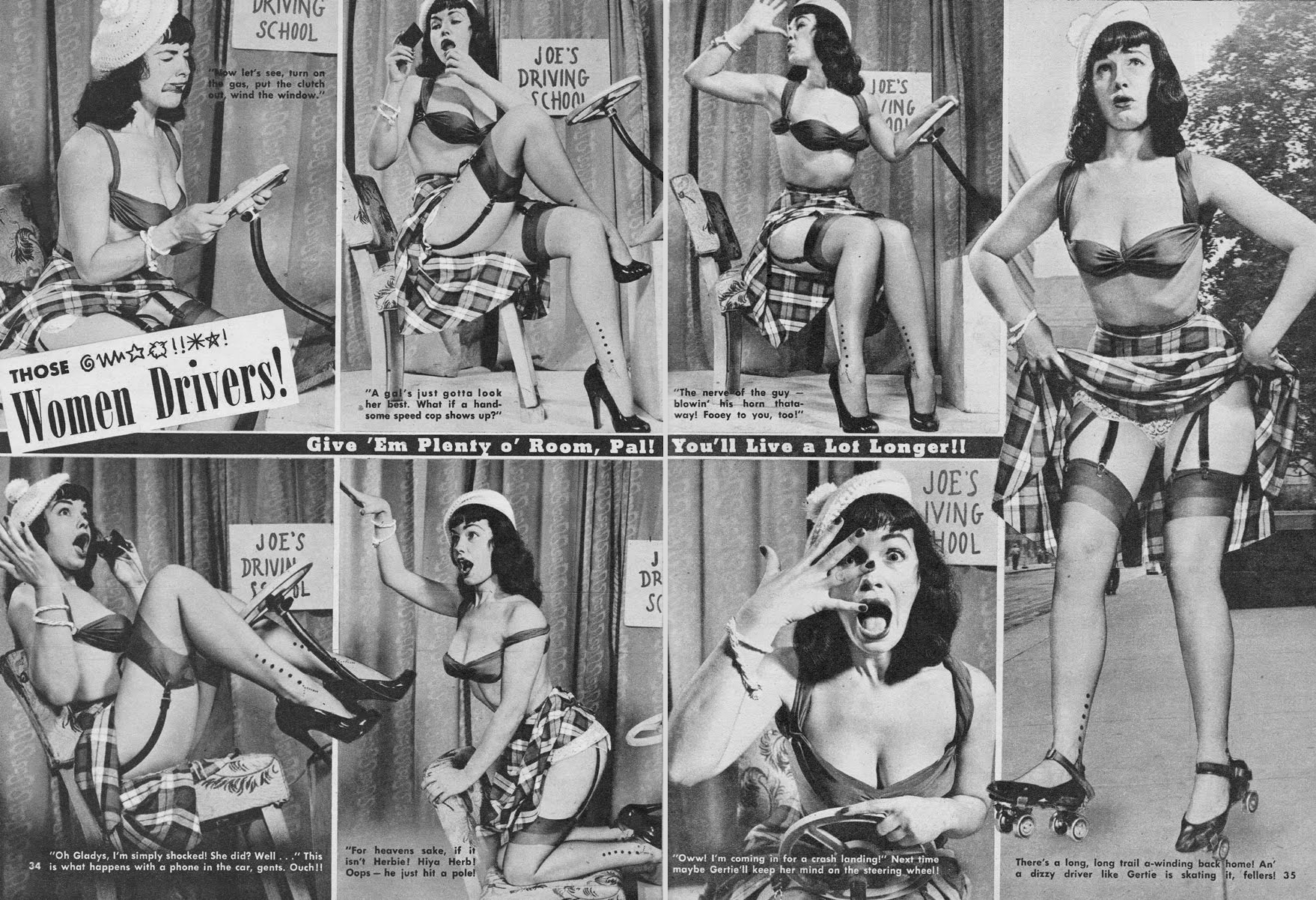
베티 페이지는 1952년에 여성 자동차 운전자에 대한 고정관념을 풍자한다.

성 고정관념은 여성과 남성의 특성과 행동에 대한 널리 퍼진 믿음이다. 경험적 연구들은 남성이 여러 활동에서 여성보다 사회적으로 더 가치 있고 유능하다는 문화적 믿음이 널리 공유되어 있음을 발견했다. 더스틴 B. 쏘먼 외 연구진(2008)은 "젠더-수학 고정관념의 다른 구성 요소와 비교하여 능력의 사회-문화적 중요성이 여성이 수학을 추구하는 데 영향을 미칠 수 있다"고 가설을 세웠다. 두 가지 다른 젠더-수학 고정관념 구성 요소, 즉 수학 능력과 수학 노력에 따른 여성의 수학 성과를 비교하는 실험을 통해, 쏘먼 외 연구진은 여성의 수학 성과가 노력 구성 요소보다는 미국 사회-문화적 믿음의 영향을 받는 부정적인 능력 고정관념에 의해 더 영향을 받을 가능성이 높다는 것을 발견했다. 이 실험과 미국의 사회-문화적 믿음의 결과로, 쏘먼 외 연구진은 개인의 학업 성과가 사회-문화적 믿음의 영향을 받는 젠더-수학 고정관념 구성 요소에 의해 영향을 받을 수 있다고 결론지었다.

## 언어에서
언어 내 성 차별은 언어가 특정 성별 구성원을 평가절하할 때 존재한다. 언어적 성 차별은 많은 경우 남성 우월성을 조장한다. 언어 내 성 차별은 의식, 현실 인식, 문화적 의미의 부호화 및 전달, 그리고 사회화에 영향을 미친다. 연구자들은 언어에서 작동하는 남성-기준의 의미론적 규칙을 지적했다. 이는 남성이 기준이 되고 남성이 아닌 사람들이 열등한 위치로 전락하면서 성 차별로 이어진다. 언어 내 성 차별은 항상 노골적이지 않기 때문에 간접적인 성 차별의 한 형태로 간주된다.
예시:
- 혼성 집단을 지칭할 때 "인류(mankind)", "남자(man, 인류를 지칭할 때)", "친구들(guys)", 또는 "장교 및 병사들(officers and men)"과 같은 일반 남성 용어 사용하기.
- 미지의 성별을 지칭할 때 단수 남성 대명사(he, his, him)를 기본값으로 사용하기.
- "사업가(businessman)", "회장(chairman)", 또는 "경찰관(policeman)"과 같이 남성 이외의 성별도 수행할 수 있는 "-man"으로 끝나는 용어 사용하기.
- "남자 간호사"와 같이 불필요한 성별 표시를 사용하여 단순히 "간호사"는 기본적으로 여성으로 가정되는 것을 암시하기.[87]

### 성차별적 언어와 성 중립적 언어
자유주의적 여성주의와 급진적 여성주의에서 스탠드포인트 여성주의, 포스트모던 여성주의 및 퀴어 이론에 이르는 다양한 20세기 여성주의 운동들은 그들의 이론화 과정에서 언어를 고려해 왔다. 이러한 이론들의 대부분은 화자가 언어를 사용하는 방식의 변화를 요구하는 언어에 대한 비판적 입장을 유지해 왔다.
가장 일반적인 요구 사항 중 하나는 성 중립적 언어이다. 그러나 많은 사람들이 영어의 언어 시스템 자체가 본질적으로 성 차별적이지는 않지만, 사용 방식이 성 차별적이 되며 따라서 성 중립적 언어가 사용될 수 있다는 사실에 주목했다.

### 영어 이외의 언어에 나타난 성 차별
프랑스어와 스페인어와 같은 로망스어는 남성형이 기본값이 되는 점에서 성 차별을 강화하는 것으로 볼 수 있다. "마드무아젤"이라는 단어는 "미혼 여성"을 의미하는데, 프랑수아 피용 총리에 의해 2012년 프랑스 행정 문서에서 사용이 금지되었다. 현재 혼성 집단에서 남성 복수 대명사를 기본값으로 사용하는 관행을 변경하라는 압력이 있다. 스페인어의 경우, 멕시코 내무부는 성 차별적 언어 사용을 줄이는 방법에 대한 지침을 발표했다.
독일어 사용자들도 성 차별이 문법과 어떻게 교차하는지에 대한 의문을 제기했다. 독일어는 성, 수, 격에 따라 변화가 심하며, 인간의 직업이나 지위를 나타내는 거의 모든 명사는 성별이 구분된다. 더 성 중립적인 구성을 위해서는 동명사 명사를 대신 사용하는 경우가 있는데, 이는 복수형에서 문법적 성별 구분을 없애고 단수형에서는 크게 줄이기 때문이다. 예를 들어, die Studenten("남성 학생들") 또는 die Studentinnen("여성 학생들") 대신 die Studierenden("[현재] 공부하는 사람들")을 사용한다. 그러나 이 접근 방식은 모호함을 초래할 수 있는데, 동명사 명사는 주요 직업으로 해당 활동에 정기적으로 참여하는 사람보다는 현재 해당 활동에 참여하는 사람을 더 정확하게 나타내기 때문이다.
중국어의 경우, 일부 작가들은 한자의 구조에 내재된 성 차별을 지적했다. 예를 들어, 남성을 나타내는 글자는 용기와 효과와 같은 긍정적인 특성과 연결되어 있는 반면, 아내를 나타내는 글자는 여성 부분과 빗자루로 구성되어 가치가 낮은 것으로 간주된다.

### 성별 특유의 경멸적 용어
성별 특유의 경멸적 용어는 상대방의 젠더 때문에 그들을 위협하거나 해를 끼친다. 성 차별은 언어에서 부정적인 젠더 지향적 함의를 가질 수 있으며, 예를 들어 경멸하는 태도를 표현하는 것이다. 예를 들어, 여성을 "여성" 대신 "소녀"라고 부르면, 그녀가 종속적이거나 완전히 성숙하지 못하다는 것을 암시할 수 있다. 다른 예시로는 외설적인 언어가 있다. 일부 단어는 "트랜스젠더", "쉬메일", 또는 "히쉬"와 같이 트랜스젠더 사람들에게 모욕적이다. 의도적인 오인식 (다른 성별을 잘못 부여하는 것)과 대명사 "그것" 또한 경멸적이라고 간주된다.

## 직업적 성 차별
주로 여성으로 구성된 직업의 개인들을 이름으로 부르는 관행은 헬스케어 분야에서 일어난다. 의사들은 보통 성으로 불리지만, 간호사들은 알지 못하는 의사에게도 이름으로 불린다. 수잔 고든에 따르면, 의사와 간호사 사이의 전형적인 대화는 다음과 같다: "안녕하세요, 제인. 저는 스미스 박사입니다. 환자 차트를 좀 건네주시겠어요?"

직업적 성 차별은 직장에서 발생하는 개인의 성별에 기반한 차별적 관행, 발언 또는 행동을 말한다. 직업적 성 차별의 한 형태는 임금차별이다. 2008년 OECD는 여성 고용률이 증가하고 성별 고용 및 임금 격차가 거의 모든 곳에서 좁혀졌지만, 평균적으로 여성은 여전히 남성보다 일자리를 가질 기회가 20% 적고 임금은 17% 적게 받는다고 밝혔다. 이 보고서는 다음과 같이 명시했다. 
[많은] 국가에서 노동 시장 차별, 즉 특정 집단에 속한다는 이유만으로 동등하게 생산적인 개인을 불평등하게 대우하는 것은 여전히 고용 및 일자리 기회의 질적 차이를 확대시키는 중요한 요인이다. [...] 이번 고용 전망 보고서에 제시된 증거는 OECD 국가 전체 성별 고용 격차의 약 8%와 성별 임금 격차의 30%가 노동 시장에서의 차별적 관행으로 설명될 수 있음을 시사한다.
또한 거의 모든 OECD 국가(미국 포함)가 차별금지법을 제정했지만, 이러한 법률은 시행하기 어렵다는 사실도 발견되었다.
주로 남성으로 구성된 직장에 진입하는 여성들은 토큰리즘의 부정적인 결과를 경험할 수 있다. 즉, 성과 압력, 사회적 고립, 역할 고착화 등이 그것이다. 토큰리즘은 성 차별을 위장하고, 직장에서 남성 근로자의 이점을 유지하는 데 사용될 수 있다. 조직/회사 내 여성 근로자의 비율과 그들의 근무 조건 개선 사이에는 연관성이 없다. 성 차별 문제를 무시하면 여성의 직업 문제가 악화될 수 있다.
2005년 세계 가치관 조사에서 응답자들은 임금 노동이 남성에게만 국한되어야 한다고 생각하는지에 대한 질문을 받았다. 아이슬란드에서는 동의하는 비율이 3.6%인 반면, 이집트에서는 94.9%였다.

### 채용 격차
연구에 따르면 미국에서는 동등한 자격을 갖춘 어머니들이 아버지들보다 고용될 가능성이 적으며, 고용되더라도 자녀가 있는 남성 지원자보다 낮은 급여를 받는다는 사실이 반복적으로 밝혀졌다.
한 연구에서는 여성 지원자들이 선호되는 것으로 나타났지만, 이 결과는 이 문제에 대한 다른 대부분의 연구 결과와 모순되므로 다른 연구자들로부터 회의적인 시선을 받았다. 캘리포니아 대학교 헤이스팅스 법과 대학의 저명한 교수인 조안 C. 윌리엄스는 이 연구의 방법론에 문제를 제기하며, 사용된 가상의 여성 후보자들이 이례적으로 뛰어난 자격을 가졌다는 점을 지적했다. 더 적당한 자격을 갖춘 대학원생을 대상으로 한 연구에서는 남성 학생들이 훨씬 더 고용될 가능성이 높고, 더 나은 급여를 제안받으며, 멘토링 기회를 얻을 가능성이 높다는 사실이 밝혀졌다.
유럽에서는 노동 시장 현장 실험을 기반으로 한 연구들이 여성 젠더에 기반한 심각한 차별 수준은 없다는 증거를 제공한다. 그러나 특정 상황에서는 불평등한 대우가 여전히 측정된다. 예를 들어, 벨기에에서는 후보자들이 더 높은 직급에 지원할 때, 프랑스에서는 가임기에 지원할 때, 그리고 오스트리아에서는 남성 우위 직업에 지원할 때 그러하다.

### 소득 격차

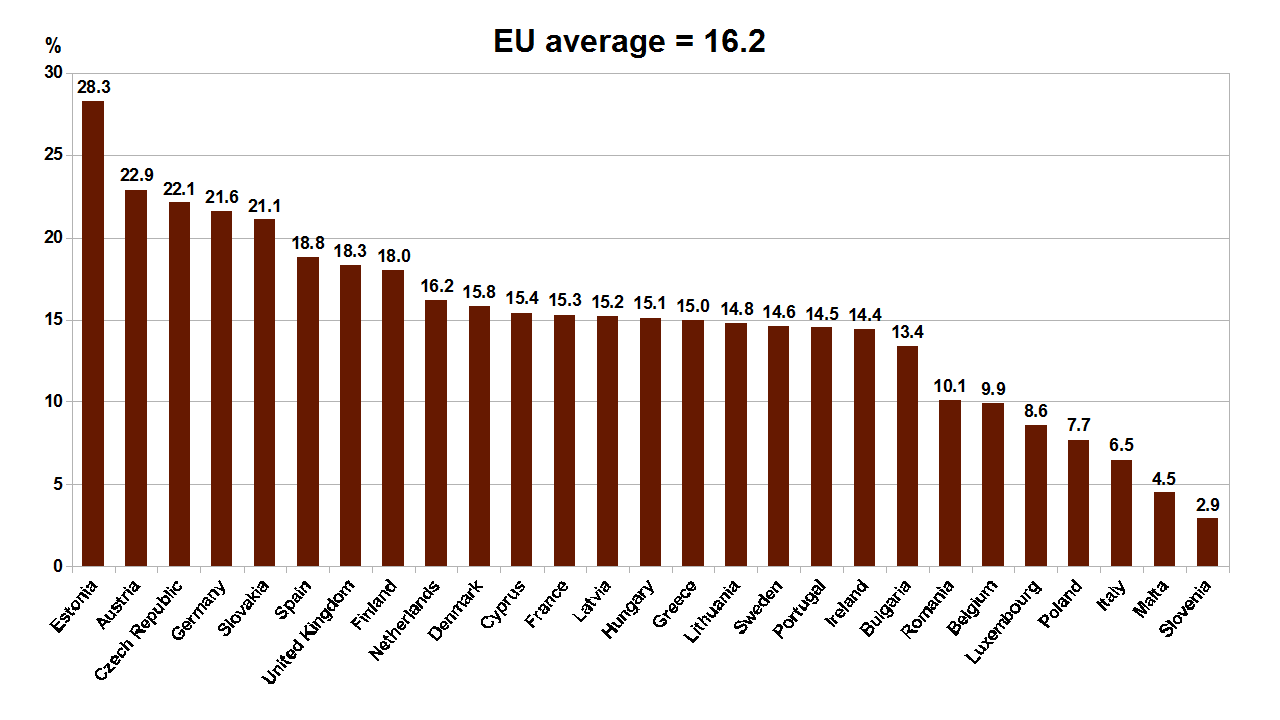
2014년 유럽 연합 통계국에 따른 유럽 국가별 평균 총 시간당 소득의 성별 임금 격차

연구에 따르면 전 세계적으로 여성은 평균적으로 남성보다 낮은 임금을 받는다. 어떤 사람들은 이것이 직장에서의 광범위한 성 차별의 결과라고 주장한다. 다른 사람들은 임금 격차가 남성과 여성의 다른 선택, 예를 들어 여성은 남성보다 자녀를 갖는 것에 더 큰 가치를 두는 반면, 남성은 사업, 공학, 기술과 같은 고임금 분야에서 경력을 선택할 가능성이 더 높다는 것에서 비롯된다고 주장한다.
유로스타트는 2008년 27개 유럽 연합 회원국에서 평균 27.5%의 지속적인 성별 임금 격차를 발견했다. 마찬가지로, OECD는 2009년 OECD 국가에서 여성 정규직 직원이 남성 정규직 직원보다 27% 적게 번다는 사실을 발견했다.
미국에서 2009년 여성 대 남성 소득 비율은 0.77이었다. 즉, 여성 정규직, 연중(FTYR) 근로자는 남성 FTYR 근로자 소득의 77%를 벌었다. 남성 소득 대비 여성 소득은 1960년부터 1980년까지 하락했다(56.7–54.2%). 1980년부터 1990년까지는 급격히 상승했다(54.2–67.6%). 1990년부터 2000년까지는 안정세를 보였다(67.6–71.2%). 그리고 2000년부터 2009년까지는 상승했다(71.2–77.0%). 2010년대 후반 현재, 이 비율은 1990년대에서 2000년대 수준(68.6-71.1%)으로 다시 감소했다. 1963년 균등 임금법이 처음 통과된 1963년에는 여성 정규직 근로자가 남성 정규직 근로자 소득의 48.9%를 벌었다.
체코와 슬로바키아에서 수행된 연구에 따르면, 정부가 차별금지법을 통과시킨 후에도 임금의 성별 격차 중 3분의 2는 설명되지 않은 채 남아 있었고, 성별 분리는 계속해서 "격차의 주요 원천"이 되었다.
성별 격차는 직업별, 직업 내에서도 다양하게 나타날 수 있다. 예를 들어, 대만에서는 성별 임금 불균형의 대부분이 직업 내에서 발생한다는 연구 결과가 있다. 러시아에서는 성별 임금 격차가 소득 수준에 따라 불균등하게 분포하며, 주로 소득 분포의 하위 부분에서 발생한다는 연구 결과가 있다. 이 연구는 또한 "임금 체불과 현물 지급이 임금 차별을 완화시켰으며, 특히 최저 임금 근로자들 사이에서 그러했다. 이는 러시아 기업 관리자들이 이러한 형태의 지급을 할당할 때 형평성 고려에 가장 낮은 중요성을 부여했음을 시사한다"는 것을 발견했다.
성별 임금 격차는 남성과 여성 간의 개인적 및 직장 특성(예: 교육, 근무 시간, 직업)의 차이, 남성과 여성 간의 선천적 행동 및 생물학적 차이, 그리고 노동 시장에서의 차별(예: 성 고정관념 및 고객과 고용주의 편견)에 기인한다. 여성은 남성보다 자녀 양육을 위해 훨씬 더 많은 휴가를 사용한다. 한국과 같은 일부 국가에서는 결혼 시 여성 직원을 해고하는 것이 오랜 관행이었다. 린다 C. 배브콕 교수의 저서 "여성은 묻지 않는다(Women Don't Ask)"에 따르면, 남성은 임금 인상을 요구할 가능성이 여성보다 8배 더 높으며, 이는 임금 불평등이 부분적으로 성별 간의 행동 차이의 결과일 수 있음을 시사한다. 그러나 연구들은 일반적으로 소득에 영향을 미치는 요소를 통제한 후에도 성별 임금 격차의 일부가 설명되지 않은 채 남아 있음을 발견하며, 이 설명되지 않은 부분은 성 차별에 기인한다.
성별 임금 격차의 차별적 구성 요소에 대한 추정치는 다양하다. OECD는 OECD 국가 전체 성별 임금 격차의 약 30%가 차별 때문이라고 추정했다. 호주 연구에 따르면, 차별은 남녀 임금 격차의 약 60%를 차지한다. 미국의 성별 임금 격차를 조사한 연구에 따르면, 급여에 영향을 미치는 요소를 통제한 후에도 임금 격차의 상당 부분이 설명되지 않은 채 남아 있다. 대학 졸업생을 대상으로 한 연구에 따르면, 다른 모든 요소를 고려한 후에도 설명되지 않는 임금 격차는 졸업 후 1년 뒤에는 5%, 10년 뒤에는 12%였다. 미국 대학 여성 협회의 연구에 따르면, 미국에서 여성 졸업생은 남성과 같은 일을 하고 같은 전공을 하더라도 남성보다 적은 임금을 받는다.

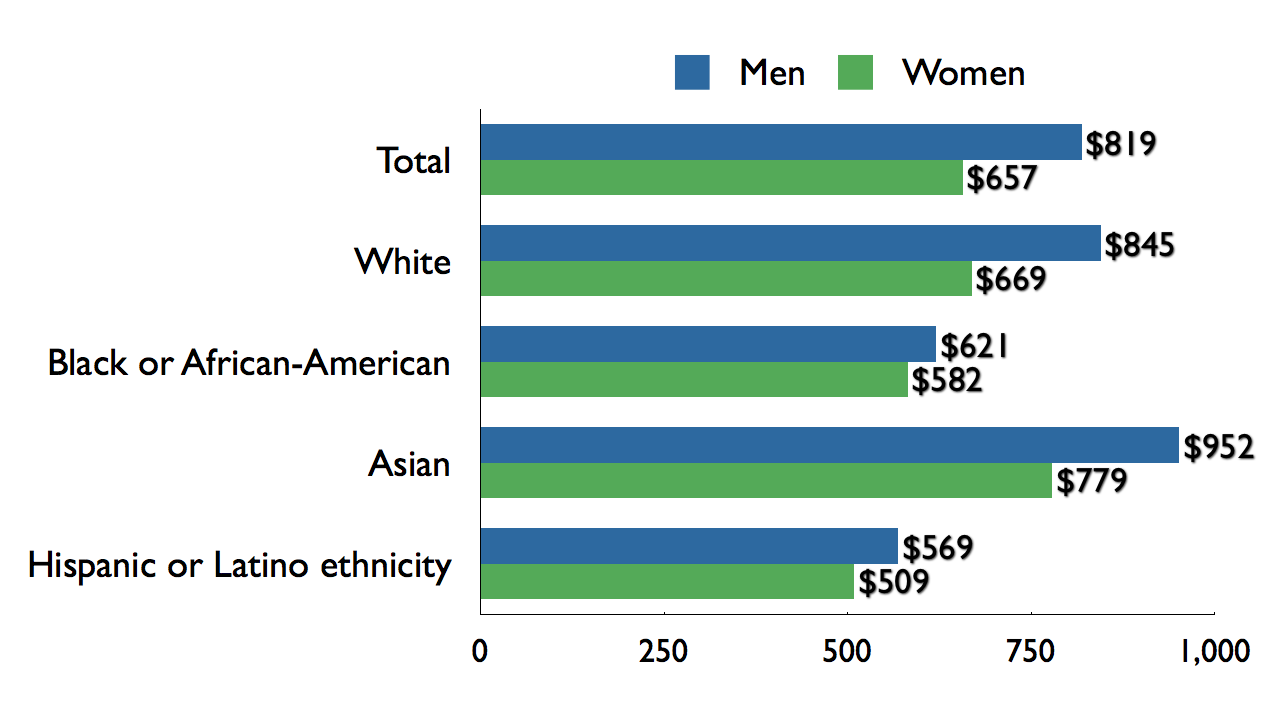
2009년 미국 성별, 인종, 민족별 정규직 임금 및 봉급 근로자의 주간 중간 소득

임금 차별은 경제학의 수요와 공급 개념과 모순되는 것으로 이론화된다. 수요와 공급은 상품이나 서비스(이 경우 노동)가 수요가 있고 가치가 있다면 시장에서 그 가격을 찾을 것이라고 말한다. 만약 노동자가 더 적은 임금으로 동등한 가치를 제공한다면, 수요와 공급은 더 낮은 임금 노동자에 대한 더 큰 수요를 나타낼 것이다. 만약 기업이 같은 일을 위해 더 낮은 임금 노동자를 고용한다면, 비용을 낮추고 경쟁 우위를 누릴 것이다. 수요와 공급에 따르면, 여성이 동등한 가치를 제공한다면 남성보다 더 나은 가격(더 낮은 임금)으로 서비스를 제공하기 때문에 수요(및 임금)가 상승해야 한다.
코넬 대학교 및 다른 곳에서의 연구에 따르면, 미국에서는 동등한 자격을 갖춘 어머니들이 아버지들보다 고용될 가능성이 적으며, 고용되더라도 자녀가 있는 남성 지원자보다 낮은 급여를 받는다는 사실이 밝혀졌다. OECD는 "아이들이 여성의 임금에 미치는 상당한 영향이 일반적으로 영국과 미국에서 발견된다"고 밝혔다. 아버지들은 자녀가 없는 남성들보다 평균적으로 7,500달러 더 많이 번다.
성별 임금 격차가 경제에 큰 손실을 초래한다는 연구가 있다.

#### 임금 차별의 원인
조정되지 않은 성별 임금 격차(근무 시간, 직업, 교육, 경력 등의 차이를 고려하지 않은 차이) 자체는 차별의 척도가 아니다. 오히려 이는 여성과 남성의 평균 임금 차이를 결합하여 비교의 기준 역할을 한다. 임금 차이는 다음으로 인해 발생한다.
- 직업 분리 (더 많은 남성이 고임금 산업에, 여성은 저임금 산업에 종사)
- 수직적 분리 (더 적은 여성이 상위, 즉 더 나은 임금 직책에 종사)
- 비효율적인 동일 임금 법률
- 여성의 전체 유급 근무 시간, 그리고
- 노동 시장 진입 장벽 (예: 교육 수준 및 한부모 비율).[142]

조정되지 않은 성별 임금 격차를 설명하는 데 도움이 되는 몇 가지 변수로는 경제 활동, 근무 시간, 그리고 직업 근속 기간이 있다. 자격과 차별에서의 성별 차이, 전반적인 임금 구조, 그리고 산업 부문별 보상 차이를 포함한 성별 특정 요인들은 모두 성별 임금 격차에 영향을 미친다.
유로스타트는 2016년에 남녀의 평균 특성을 고려한 후에도 여성이 남성보다 11.5% 적게 번다고 추정했다. 이 추정치는 남녀 간의 평균 차이를 설명하므로 설명되지 않는 성별 임금 격차(즉, 직업의 차이와 같은 요소로 설명할 수 없는 부분)의 추정치이다.

### 유리 천장 효과
"유리 천장 효과에 대한 일반적인 개념은 계층 구조의 상위 계층에서 성별(또는 기타) 불이익이 하위 계층보다 더 강하고, 이러한 불이익이 경력 후반에 더욱 심해진다는 것을 의미한다."
미국에서는 여성이 전체 노동력의 52%를 차지하지만, 기업 CEO 및 고위 임원의 3%에 불과하다. 일부 연구자들은 이러한 상황의 근본 원인을 현 최고 경영진 및 기업 이사(주로 남성)에 의해 이루어지는 암묵적인 성별 차별과 "최고 직책에 여성이 역사적으로 부재했던 것"에서 찾는데, 이는 "이력 현상으로 이어져 여성이 강력한 남성 중심의 전문 네트워크나 동성 멘토에게 접근하는 것을 막을 수 있다"고 한다. 유리 천장 효과는 유색 인종 여성에게 특히 지속적으로 나타나는 것으로 알려져 있다. 한 보고서에 따르면, "유색 인종 여성들은 단순히 유리 천장이 아니라 '콘크리트 천장'을 인지한다".
경제학 분야에서는 여성이 남성보다 교육과 봉사에 시간을 더 많이 할애하는 경향이 있다는 점이 관찰되었다. 지속적인 연구 활동이 승진에 중요하기 때문에, "연구 지향성에서 작고 동시대적인 차이의 누적 효과는 관찰된 승진의 상당한 성별 차이를 야기할 수 있다"고 한다. 첨단 기술 산업 연구에 따르면, 기업 내부의 변화와 관계없이 "조직 외부의 압력은 기업이 업그레이드됨에 따라 젠더 계층화를 지속시키는 데 기여할 가능성이 있으며, 이는 숙련된 첨단 기술 작업의 남성화로 이어질 수 있다".
유엔은 "전 세계적으로 여성의 리더십 및 의사 결정 직위 진입 속도가 여전히 너무 느리다"고 주장한다.

#### 잠재적 해결책
데이비드 마차와 아말리아 밀러의 연구는 유리 천장에 대한 해결책이 기업 이사회에 여성 수를 늘리는 것이 될 수 있으며, 이는 최고 경영진 직책에 여성 수를 증가시킬 수 있음을 시사한다. 동일한 연구는 또한 이것이 "더 많은 여성 관리자의 존재가 잠재적 여성 이사회 구성원 풀(그들이 관리하는 회사뿐만 아니라 다른 회사에서도)을 증가시키고, 이는 더 많은 여성 이사회 구성원 자격으로 이어지고 여성 임원의 추가 증가로 이어지는 피드백 순환"을 초래할 수 있다고 제안한다.

### 체중 기반 성 차별
2009년 한 연구에 따르면, 과체중은 여성의 경력 발전에 해를 끼치지만 남성에게는 장벽이 되지 않는다. 과체중 여성은 회사 경영진 중에서 현저히 과소 대표되었으며, 여성 CEO의 5%에서 22%를 차지했다. 그러나 과체중 남성 CEO의 비율은 45%에서 61%였으며, 이는 과체중 남성을 과대표한 것이다. 반면에, 약 5%의 CEO는 두 성별 모두에서 비만이었다. 이 연구의 저자는 이 결과가 "여성 발전에 대한 '유리 천장 효과'가 여성의 역량에 대한 일반적인 부정적인 고정관념뿐만 아니라 여성에게 더 엄격한 외모 기준을 적용하는 결과로 나타나는 체중 편견을 반영할 수 있다"는 것을 시사한다고 밝혔다.

### 트랜스젠더 차별
트랜스젠더 사람들도 직장에서 상당한 차별과 괴롭힘을 경험한다. 성별 기반 차별과 달리, 성 정체성이나 표현을 이유로 직원을 고용 거부(또는 해고)하는 것은 대부분의 미국 주에서 명시적으로 불법이 아니다. 2020년 6월, 미국 연방 대법원은 연방 민권법이 게이와 레즈비언 및 트랜스젠더 근로자를 보호한다고 판결했다. 닐 고서치 대법관은 다수 의견에서 다음과 같이 썼다: "고용주가 동성애자 또는 트랜스젠더라는 이유로 개인을 해고하는 것은 다른 성별 구성원에게는 문제 삼지 않았을 특성이나 행동 때문에 해고하는 것이다. 성별은 결정에 필요하고 명백한 역할을 하며, 이는 정확히 타이틀 VII이 금지하는 바이다." 그러나 이 판결은 15인 이하 사업장의 성소수자 직원이 성적 지향이나 성 정체성을 이유로 해고되는 것을 보호하지 않았다.
1995년 8월, 킴벌리 닉슨은 밴쿠버 강간 구호 및 여성 쉼터에 대해 브리티시컬럼비아 인권 심판소에 불만을 제기했다. 트랜스여성인 닉슨은 쉼터에서 상담사로 자원봉사하는 데 관심이 있었다. 쉼터는 그녀가 성전환자임을 알게 된 후, 닉슨에게 조직에서 자원봉사할 수 없다고 말했다. 닉슨은 이것이 브리티시컬럼비아 인권법 (브리티시컬럼비아) 41조에 따른 불법 차별을 구성한다고 주장했다. 밴쿠버 강간 구호는 개인은 성장기의 사회화와 경험에 의해 형성되며, 닉슨은 남성으로 사회화되었기 때문에 쉼터가 봉사하는 여성들에게 충분히 효과적인 상담을 제공할 수 없을 것이라고 반박했다. 닉슨은 자신의 사건을 캐나다 대법원에 가져갔으나, 대법원은 사건을 심리하기를 거부했다.

## 객체화

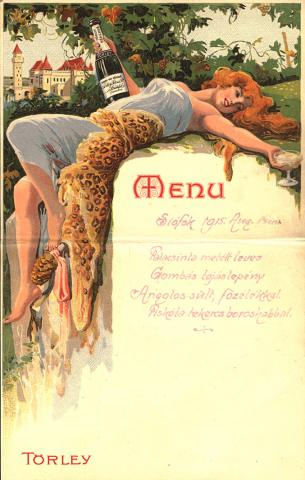
와인 메뉴에 여성의 성적 대상화 예시

사회철학에서 객체화는 사람을 사물이나 물건으로 취급하는 행위이다. 객체화는 페미니스트 이론, 특히 성적 대상화에서 중요한 역할을 한다. 페미니스트 작가이자 성평등 운동가인 조이 고-마는 사람이 객체화됨으로써 행위주체성을 부정당한다고 주장한다. 철학자 마사 누스바움에 따르면, 다음과 같은 속성 중 하나 이상이 사람에게 적용될 경우 그 사람은 객체화될 수 있다.
1. 도구성: 대상을 다른 사람의 목적을 위한 도구로 취급하는 것: "객체화하는 자는 대상을 자신의 목적을 위한 도구로 취급한다."
2. 자주권 부정: 대상을 자주권이나 자결권이 부족한 것으로 취급하는 것: "객체화하는 자는 대상을 자주권과 자결권이 부족한 것으로 취급한다."
3. 무활동성: 대상을 행위 또는 활동이 부족한 것으로 취급하는 것: "객체화하는 자는 대상을 행위가 부족한 것으로, 그리고 어쩌면 활동도 부족한 것으로 취급한다."
4. 대체 가능성: 대상을 다른 대상과 교환 가능한 것으로 취급하는 것: "객체화하는 자는 대상을 (a) 같은 유형의 다른 대상과, 그리고/또는 (b) 다른 유형의 대상과 교환 가능한 것으로 취급한다."
5. 침해 가능성: 대상을 경계 완전성이 부족하고 침해 가능한 것으로 취급하는 것: "객체화하는 자는 대상을 경계 완전성이 부족한 것으로, 즉 부수거나, 부수거나, 침입하는 것이 허용되는 것으로 취급한다."
6. 소유권: 대상을 소유하거나, 사고팔 수 있는 것처럼 취급하는 것: "객체화하는 자는 대상을 다른 사람이 소유하고, 사고팔 수 있는 것 등으로 취급한다."
7. 주체성 부정: 대상을 그 경험이나 감정(있다면)에 대한 염려가 필요 없는 것처럼 취급하는 것: "객체화하는 자는 대상을 그 경험과 감정(있다면)이 고려될 필요 없는 것으로 취급한다."

래 헬렌 랭턴은 그의 저서 《성적 고독주의: 포르노그래피와 대상화에 대한 철학적 에세이》에서 누스바움의 목록에 세 가지 속성을 더 추가할 것을 제안했다.
1. 신체로의 환원: 사람을 그들의 신체 또는 신체 부위와 동일시하여 취급하는 것;
2. 외모로의 환원: 사람을 주로 그들의 외모, 또는 감각에 어떻게 보이는지에 따라 취급하는 것;
3. 침묵화: 사람을 침묵하고 말할 능력이 없는 것처럼 취급하는 것.

객체화 이론에 따르면, 객체화는 여성, 특히 젊은 여성에게 중요한 영향을 미칠 수 있으며, 이는 그들의 심리적 건강에 부정적인 영향을 미치고 주요 우울 장애, 성기능 장애, 그리고 섭식 장애와 같은 정신 질환의 발달로 이어질 수 있다.

### 광고에서

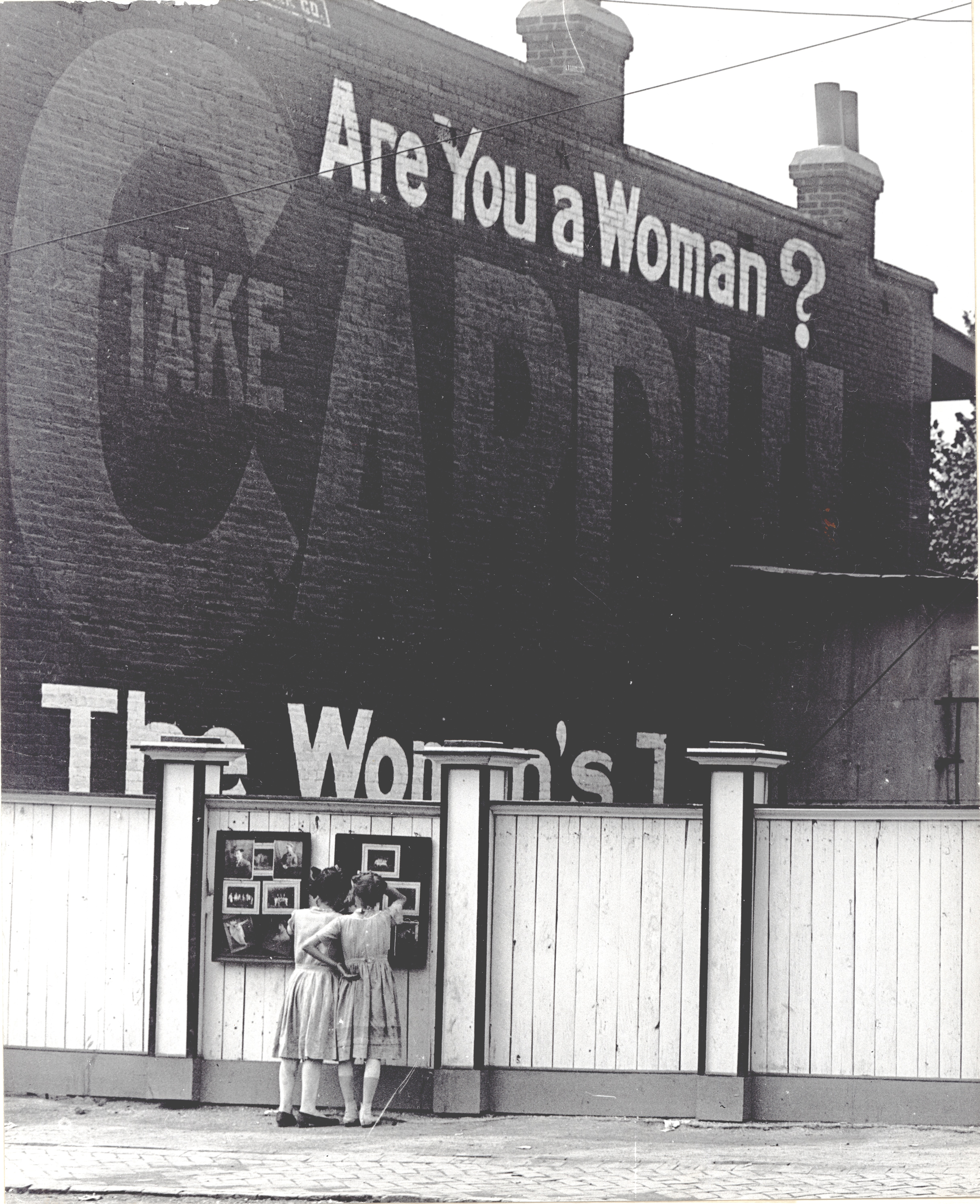
울타리에 붙은 게시판을 살펴보는 두 소녀. 그들 위에는 "당신은 여성인가?"라고 묻는 광고가 그려져 있다.

광고가 과거에는 여성과 남성을 명백히 고정관념적인 역할(예: 가정주부, 가장)로 묘사했지만, 현대 광고에서는 더 이상 전통적인 역할에만 국한되지 않는다. 그러나 오늘날 광고는 여전히 남성과 여성을 성적으로 대상화하는 등 미묘한 방식으로 고정관념을 형성하고 있다. 여성은 광고에서 성 차별의 주요 대상이다. 남성과 함께 광고에 나올 때 여성은 종종 남성보다 키가 작고 이미지의 배경에 배치되며, 더 "여성적인" 자세를 취하고, 일반적으로 더 높은 수준의 "신체 노출"을 보인다.
오늘날 노르웨이와 덴마크와 같은 일부 국가에서는 광고의 성적 대상화에 반대하는 법률이 있다. 누드는 금지되지 않으며, 누드 인물은 광고하는 제품과 관련이 있는 경우 제품을 광고하는 데 사용될 수 있다. 노르웨이 최고 광고 대행사 협회인 크레아티브트 포럼의 솔 올빙 회장은 "샤워젤이나 크림을 광고하는 데는 나체 인물을 사용할 수 있지만, 자동차에 늘어져 있는 비키니 차림의 여성은 안 된다"고 설명했다.
다른 나라들은 계속해서 누드를 금지하지만(전통적인 외설 혐의로), 성적 대상화에 대한 명시적인 언급도 한다. 예를 들어 이스라엘은 "성적 굴욕감이나 비하를 묘사하거나, 인간을 성적 이용이 가능한 대상으로 제시하는" 간판을 금지한다.

### 포르노그래피
반포르노 페미니스트 캐서린 매키넌은 포르노그래피가 여성을 대상화하고 복종적인 역할로 묘사함으로써 성 차별에 기여한다고 주장한다. 매키넌은 안드레아 드워킨과 함께 포르노그래피가 여성을 단순한 도구로 전락시키며, 성 차별의 한 형태라고 주장한다. 두 학자는 객체화와 포르노그래피 사이의 연관성을 다음과 같이 강조한다.
우리는 포르노그래피를 다음을 포함하는 그림과 단어를 통해 여성의 그래픽적인 성적으로 노골적인 종속으로 정의한다: (i) 여성이 성적 대상, 사물 또는 상품으로 비인간화되어 제시되는 경우; 또는 (ii) 여성이 굴욕이나 고통을 즐기는 성적 대상으로 제시되는 경우; 또는 (iii) 여성이 강간, 근친상간 또는 기타 성폭행에서 성적 쾌락을 경험하는 성적 대상으로 제시되는 경우; 또는 (iv) 여성이 묶여 있거나, 잘려 있거나, 절단되어 있거나, 멍들어 있거나, 물리적으로 다쳐 있는 성적 대상으로 제시되는 경우; 또는 (v) 여성이 성적 복종, 종속 또는 전시의 자세나 위치로 제시되는 경우; 또는 (vi) 여성의 신체 부위 — 질, 유방 또는 둔부를 포함하되 이에 국한되지 않음 — 가 여성이 그 부위로 축소되도록 전시되는 경우; 또는 (vii) 여성이 물체나 동물에 의해 삽입되는 것으로 제시되는 경우; 또는 (viii) 여성이 저하, 굴욕, 상해, 고문 시나리오로 제시되거나, 더럽거나 열등하거나, 피를 흘리거나, 멍들어 있거나, 성적 상황에서 다쳐 있는 것으로 제시되는 경우.
로빈 모건과 캐서린 매키넌은 특정 유형의 포르노그래피가 여성이 지배당하고, 강제당하고, 굴욕당하거나 성적 폭행을 당하는 장면을 성적으로 표현함으로써 여성에 대한 폭력에 기여한다고 주장한다.
매키넌을 포함한 포르노그래피 반대자들은 포르노그래피 제작이 출연하고 모델링하는 여성들에게 신체적, 심리적, 경제적 강제를 수반한다고 주장한다. 포르노그래피 반대자들은 포르노그래피가 성관계에 대한 왜곡된 이미지를 제시하고 성적 신화를 강화한다고 비난한다. 즉, 여성을 언제든지, 누구와도, 자신의 조건에 따라 성관계를 맺을 수 있고 기꺼이 참여하는 것으로, 어떤 요청에도 긍정적으로 반응하는 것으로 묘사한다는 것이다.
매키넌은 이렇게 썼다.
포르노그래피는 사람들의 강간 신화에 대한 믿음에 영향을 미친다. 예를 들어, 여성이 "동의하지 않았다"고 말할 때, 포르노그래피를 본 사람들은 강간 신화를 믿고 여성이 무슨 말을 했든 동의했다고 믿는다. 그녀가 아니라고 말했을 때, 그녀는 그렇다고 의미했다. 그녀가 원치 않는다고 말했을 때, 그것은 더 많은 맥주를 의미했다. 그녀가 집에 가고 싶다고 말했을 때, 그것은 그녀가 좋은 교정 경험을 받아야 할 레즈비언이라는 것을 의미한다. 포르노그래피는 이러한 강간 신화를 조장하고 사람들을 여성에 대한 폭력에 둔감하게 만든다. 그래서 포르노그래피를 소비하는 사람이라면 성적으로 흥분하기 위해 더 많은 폭력이 필요하다. 이것은 매우 잘 문서화되어 있다.
포르노그래피 옹호자와 검열 반대 운동가들(친섹스 여성주의 포함)은 포르노그래피가 정신적으로 건강한 개인에게 심각한 영향을 미치지 않으며, 시청자는 환상과 현실을 구분할 수 있다고 주장한다. 또한 남성과 여성 모두 포르노그래피에서 대상화된다고 주장하며, 특히 남성이 여성에게 성적으로 이용되는 가피학증 또는 마조히즘 포르노그래피에서 그러하다.

### 성매매
성매매는 성적 관계를 대가를 받고 행하는 사업 또는 관행이다. 성 노동자는 종종 대상화되어 고객을 위한 존재로 여겨지며, 이는 그들의 행위주체성에 의문을 제기하게 만든다. 매춘부가 직업적으로 성을 판매하기 때문에 모든 성적 접촉에 자동으로 동의한다는 지배적인 개념이 있다. 결과적으로 성 노동자는 더 높은 폭력 및 성폭행을 겪는다. 이는 종종 당국에 의해 무시되거나, 간과되거나, 심각하게 받아들여지지 않는다.
많은 나라에서 성매매는 성노동자에 대한 소유권을 주장하는 매춘소나 포주에 의해 지배된다. 이러한 소유 의식은 성노동자가 행위주체성이 없다는 개념을 더욱 강화한다. 이는 성노예의 경우 문자 그대로 사실이다.
다양한 저자들은 여성 성매매가 여성과의 원치 않는 성관계가 용납될 수 있다는 생각, 남성의 욕구가 충족되어야 한다는 생각, 그리고 여성이 강압되어 남성을 성적으로 봉사하기 위해 존재한다는 생각에 기반한 남성 성 차별에 뿌리를 두고 있다고 주장했다. 유럽 여성 로비는 성매매를 "남성 폭력의 용납할 수 없는 형태"로 비난했다.
캐롤 페이트먼은 다음과 같이 썼다:

성매매는 남성이 자신의 만족을 위해 여성의 신체를 사용하는 것이다. 매춘부의 욕구나 만족은 없다. 성매매는 신체 사용에 대한 상호적이고 즐거운 교환이 아니라, 돈을 대가로 남성이 여성의 신체를 일방적으로 사용하는 것이다.

### 미디어 묘사
일부 학자들은 인구 집단의 미디어 묘사가 해당 집단에 대한 태도와 행동을 유지하거나 방해할 수 있다고 믿는다. 수잔 더글러스에 따르면: "1990년대 초부터 많은 미디어는 여성들이 전문가로서 – 완전히 – 성공했고, 남성과 성 평등을 얻었으며, 주로 티파니로 치장한 라구나 비치 안주인들이 누리는 수준의 재정적 성공과 안락함을 달성한 것으로 과대 대표해 왔다." 이러한 이미지는 특히 여성과 인종 및 민족 소수자 집단에 해로울 수 있다. 예를 들어, 아프리카계 미국인 여성에 대한 한 연구는 미디어에서 자신들을 과도하게 성적으로 묘사하고, 더 밝은 피부색과 더 마른 아프리카계 미국인 여성의 이미지를 이상화하는 경향이 있다고 느낀다는 것을 발견했다(아프리카계 미국인 여성들은 이러한 이미지를 대상화한다고 묘사한다). 1994년부터 2009년까지 AP 통신 사진 아카이브에 있는 아이티 여성 이미지에 대한 최근 분석에서, 아이티 여성의 "타자성"을 강조하고 그들을 구출이 필요한 피해자로 특징짓는 여러 주제가 나타났다.
남성에게 미디어 소비가 미치는 영향을 연구하기 위해 사만다와 브릿지스는 신체 수치심에 대한 효과를 발견했지만, 여성에 대한 비교 연구에서 발견된 자기 대상화를 통한 것은 아니었다. 저자들은 현재의 대상화 측정 지표가 여성을 위해 설계되었으며 남성을 정확하게 측정하지 못한다고 결론지었다. 또 다른 연구에서는 여성과 남성의 미용 및 피트니스 잡지 소비가 각각 식사 태도와 신체 만족도에 부정적인 영향을 미친다는 것을 발견했지만, 메커니즘은 달랐다. 즉, 여성의 경우 자기 대상화, 남성의 경우 내면화였다.

### 성차별적 농담
프레데릭 T. 애튼버러는 성차별적인 농담이 성적 대상화의 한 형태가 될 수 있으며, 이는 농담의 대상자를 객체로 전락시킨다고 주장한다. 이러한 농담은 여성을 대상화할 뿐만 아니라 여성에 대한 폭력이나 편견을 용인할 수도 있다. "성차별적 유머—유머를 통해 여성을 비하하는 것—는 예를 들어, 해롭지 않은 유머라는 베일 아래 성 차별을 경시하여, 비유머적 성차별적 의사소통이 초래할 수 있는 도전이나 반대를 미리 막는다." 포드의 73명의 남성 학부생을 대상으로 한 연구는 "성차별적 유머가 성차별적 남성들 사이에서 여성에 대한 편견의 행동적 표현을 조장할 수 있다"는 것을 발견했다. 이 연구에 따르면, 성 차별이 유머러스한 방식으로 제시될 때 용인되고 사회적으로 받아들여지는 것으로 간주된다. "유머를 통한 여성 비하는 성차별적 참가자들이 여성에 대한 차별에 관한 더 일반적이고 제한적인 규범을 따르지 않도록 '해방'시켰다."

## 성 정체성 차별
성 차별은 실제 또는 인지된 성정체성에 기반한 차별이다. 성정체성은 "개인의 출생 시 지정된 성별과 관계없이 개인의 성별 관련 정체성, 외모, 또는 태도 또는 기타 성별 관련 특성"이다. 성 차별은 이론적으로 성 차별주의와 다르다. 성 차별은 젠더에 기반한 편견인 반면, 성 정체성 차별은 제3의 성, 젠더퀴어, 그리고 다른 논바이너리 젠더를 포함한 젠더 정체성에 대한 차별을 특별히 다룬다. 이는 특히 직장에서 사람들이 대우받는 방식과 관련이 있으며, 성 정체성 및 표현을 기반으로 한 차별 금지는 미국 법률 시스템에서 논쟁의 주제로 부상했다.
미국 의회조사국의 최근 보고서에 따르면, "이 문제를 고려한 대부분의 연방 법원은 성정체성 기반의 차별이 성 차별이 아니라고 결론 내렸지만, 정반대의 결론에 도달한 몇몇 법원도 있다." 허스트는 "[법원]은 종종 성별, 젠더 및 성적 지향을 혼동하며, 이러한 혼동은 게이와 레즈비언뿐만 아니라 자신의 성별에 전통적으로 기대되는 방식으로 자신을 표현하거나 행동하지 않는 사람들의 권리마저 부정하는 결과를 낳는다"고 말한다.

### 대립적 성차별주의
대립적 성차별주의는 트랜스여성주의 작가 줄리아 세라노가 만든 용어로, "남성과 여성은 엄격하고 상호 배타적인 범주라는 믿음"으로 정의했다. 대립적 성차별주의는 시스젠더 정체성 규범과 이성애 규범성과 같은 여러 사회 규범에서 중요한 역할을 한다.
대립적 성차별주의는 남성에게서는 남성적 표현을, 여성에게서는 여성적 표현을 정상화하는 동시에 남성에게서는 여성성을, 여성에게서는 남성성을 악마화한다. 이 개념은 시스젠더 특권, 즉 시스젠더 사람들이 트랜스젠더 사람들과는 대조적으로 자연스럽고 특권적인 것으로 간주되는 사회 규범을 지지하는 데 중요한 역할을 한다.
두 가지, 반대되는 성별이라는 개념은 젠더 이론가 주디스 버틀러가 "강제적 이성애주의 관행"이라고 부르는 것을 통해 섹슈얼리티와 연결된다. 대립적 성차별주의가 이러한 방식으로 이성애 규범성과 연결되어 있기 때문에, 비이성애자들은 젠더 규범을 깨는 것으로 간주된다.
세라노는 반대 성 차별주의가 "위험한 선례"를 만든다고 말하며, "남성이 크면 여성은 작아야 하고, 남성이 강하면 여성은 약해야 한다"고 말한다. 젠더 이분법과 반대 규범은 함께 "전통적인 성 차별"을 지지한다. 이는 여성성이 남성성보다 열등하고 남성성을 섬긴다는 믿음이다.
세라노는 대립적 성 차별주의가 "전통적 성 차별주의"와 병행하여 작동한다고 말한다. 이는 "남성적인 사람이 여성적인 사람에게 권력을 행사하고, 남성으로 태어난 사람만이 진정으로 남성적이라고 여겨지도록 보장한다"는 것이다.

### 트랜스젠더 차별
트랜스젠더 차별은 자신의 성정체성이 자신이 태어난 생물학적 성별에 대한 사회적 기대와 다른 사람들에 대한 차별이다. 차별의 형태로는 성정체성을 반영하지 않는 신분증, 성별 분리된 공공 화장실 및 기타 시설, 이분법적 젠더 코드에 따른 복장 규정, 적절한 의료 서비스 이용의 부족 및 부재 등이 있다. 최근 판결에서 미국 고용 기회 균등 위원회 (EEOC)는 트랜스젠더 개인에 대한 차별이 성 차별이라고 결론지었다.
2008–09년 국가 트랜스젠더 차별 조사(NTDS)는 미국 트랜스젠더에 대한 가장 광범위한 조사를 수행했으며, 국가 트랜스젠더 평등 센터와 국가 게이 및 레즈비언 태스크 포스가 국가 흑인 정의 연합과 협력하여 수행한 이 조사는 흑인 트랜스젠더들이 "반트랜스젠더 편견과 지속적이고 구조적이며 개인적인 인종 차별의 결합"으로 고통받고 있으며, "흑인 트랜스젠더들은 모든 인종의 트랜스젠더(15%)보다 두 배 이상, 일반 흑인 인구(9%)보다 네 배, 일반 미국 인구(4%)보다 여덟 배 이상 극심한 빈곤 속에서 살고 있다"는 것을 보여주었다. 젠더 비순응자들은 전환 중이든 아니든, 사회적으로 용인되는 젠더 이분법에서 벗어나 가시적인 낙인 때문에 추가적인 차별에 직면한다. NTDS에 따르면, 트랜스젠더 젠더 비순응자(TGNC) 개인들은 이분법적 트랜스젠더 개인들보다 자기 및 사회적 차별과 폭력에 8%에서 15% 더 높은 비율로 직면한다. 리사 R. 밀러와 에릭 앤서니 그롤먼은 2015년 연구에서 "젠더 비순응은 트랜스젠더 사람들의 차별과 건강에 해로운 행동에 대한 노출을 증가시킬 수 있다. 젠더 비순응 트랜스젠더 성인들은 젠더 순응 트랜스젠더 성인들보다 더 많은 주요 및 일상적인 트랜스젠더 혐오 차별 사건을 보고했다"는 것을 발견했다.
라틴 아메리카 시민 연맹과의 협력으로 수행된 또 다른 연구에서, 비시민권자인 라틴계 트랜스젠더들은 괴롭힘, 학대, 폭력에 가장 취약했다.
NTDS 조사의 업데이트된 버전인 2015년 미국 트랜스젠더 조사(2015 U.S. Transgender Survey)는 2016년 12월에 발행되었다.

## 예시

### 아동 및 강제 결혼

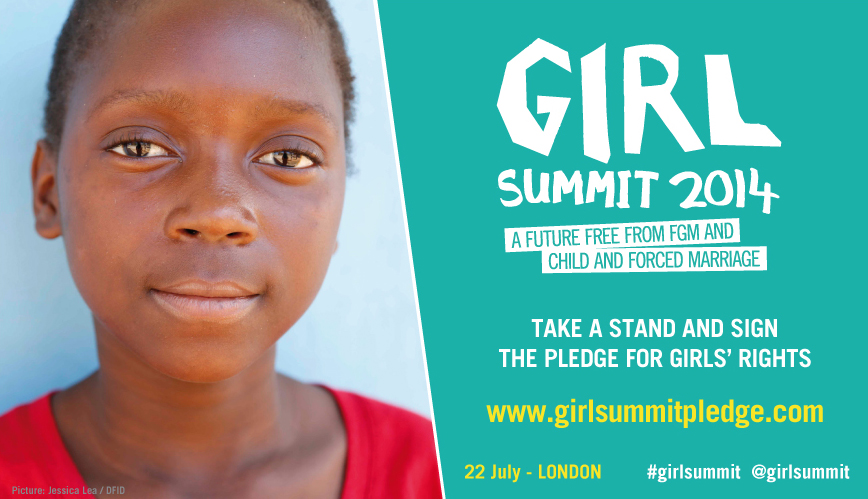
아동 및 강제 결혼 반대 포스터

아동 결혼은 배우자 중 한 명 또는 양쪽이 18세 미만인 결혼으로, 이는 여성에게 불균형적으로 영향을 미치는 관행이다. 아동 결혼은 남아시아, 중동 및 사하라 이남 아프리카에서 가장 흔하지만, 세계 다른 지역에서도 발생한다. 어린 소녀를 결혼시키는 관행은 여성 행동 통제라는 가부장적 이념에 뿌리를 두고 있으며, 지참금 및 신붓값과 같은 전통적인 관행에 의해 유지되기도 한다. 아동 결혼은 여성의 처녀성을 보호하는 것과 밀접하게 관련되어 있다. 유니세프는 다음과 같이 말한다.
18세 미만 소녀의 결혼은 성 차별에 뿌리를 두고 있으며, 조기 및 지속적인 출산을 장려하고 남아 교육을 선호한다. 아동 결혼은 또한 경제적 생존 전략이기도 한데, 가족들이 경제적 부담을 줄이기 위해 딸들을 어린 나이에 결혼시킨다.
아동 결혼의 결과에는 제한된 교육 및 고용 전망, 가정 폭력 증가 위험, 아동 성학대, 임신 및 출산 합병증, 그리고 사회적 고립이 포함된다. 조혼 및 강제 결혼은 국제 노동 기구에 의해 현대 노예 제도의 한 형태로 정의된다. 일부 경우, 강간당한 여성이나 소녀는 가족의 명예를 회복하기 위해 강간범과 결혼하도록 강요받을 수 있다. 남성이 결혼하고 싶은 여성이나 소녀를 납치하여 결혼을 강요하기 위해 강간하는 관행인 납치 결혼은 에티오피아에서 흔하다.

### 데이트
이성애자 데이트의 경우, 남성이 여성에게 데이트를 신청하거나 남성이 결혼을 제안하고 여성은 노골적인 주도성을 피하는 것과 같은 성차별적인 사회 규범이 널리 퍼져 있다. 일부 여성들은 거절에 대한 두려움과 자애로운 성 차별 때문에 여성이 남성에게 데이트를 신청하는 것과 같은 젠더 평등주의적 데이트 규범을 거부한다.

### 가정폭력

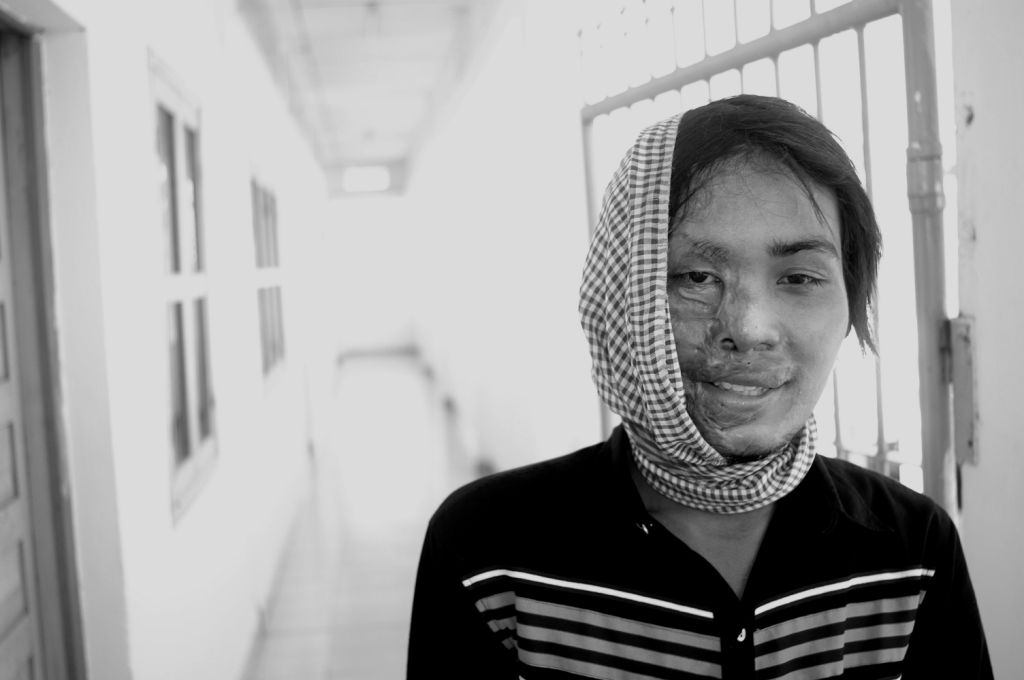
캄보디아의 염산 테러 피해 여성

정확한 비율은 널리 논란이 되지만, 가정폭력은 대부분 남성에 의해 여성에게 저질러진다는 광범위한 문화 간 증거가 있다. 게다가 여성들이 더 심각한 형태의 학대를 당하고 학대적인 배우자에게 더 많이 다칠 가능성이 있다는 광범위한 합의가 있다. 유엔은 가정폭력을 젠더 기반 폭력의 한 형태로 인정하며, 이는 인권 침해이자 성 차별의 결과라고 설명한다.
가정폭력은 세계 여러 지역에서 용인되고 심지어 법적으로도 허용된다. 예를 들어, 2010년 아랍에미리트 대법원은 남성이 눈에 띄는 흔적을 남기지 않는다면 아내와 자녀를 신체적으로 훈육할 권리가 있다고 판결했다. 2015년 이퀄리티 나우는 북부 나이지리아 형법의 "자녀, 학생, 하인 또는 아내의 교정"이라는 제목의 조항에 주목했다. 이 조항은 다음과 같이 명시되어 있다: "(1) 어떤 사람에게 심각한 상해를 입히지 않는 행위는 범죄가 아니다: (...) (d) 남편이 아내를 교정할 목적으로 행하는 경우, 해당 남편과 아내는 그러한 교정이 합법적으로 인정되는 모든 원주민 법률 또는 관습의 적용을 받는다."
명예살인은 세계 여러 지역에서 행해지는 또 다른 형태의 가정폭력이며, 그 피해자는 주로 여성이다. 명예살인은 정략결혼 거부, 친척이 반대하는 관계 유지, 혼외정사, 강간 피해, 부적절하다고 여겨지는 옷차림, 또는 동성애로 인해 발생할 수 있다. 유엔 마약 범죄 사무소는 "[명예] 범죄, 살인을 포함하여, 역사상 가장 오래된 젠더 기반 폭력 형태 중 하나이다"라고 말한다.
유엔 인권위원회 58차 회의에 제출된 특별보고관 보고서에 따르면, 가족 내에서 여성에 대한 폭력을 반영하는 문화적 관행에 대해 다음과 같이 언급되었다:
특별보고관은 브라질에서 명예 방어와 관련하여 모순된 결정이 있었다고 지적했으며, 해당 맥락에서 부분적 또는 완전한 방어를 허용하는 법적 조항은 아르헨티나, 에콰도르, 이집트, 과테말라, 이란, 이스라엘, 요르단, 페루, 시리아, 베네수엘라, 그리고 팔레스타인 자치 정부의 형법에서 발견될 수 있다.
명예 살인과 투석형과 같은 관행은 일부 국가에서 주류 정치인과 다른 관리들에 의해 계속 지지받고 있다. 파키스탄에서는 2008년 발루치스탄 명예 살인 사건 이후, 발루치스탄 (파키스탄)의 움라니 부족 남성들이 다섯 명의 여성을 살해했는데, 파키스탄 우편 서비스 연방 장관 이스라르 울라 제흐리는 이 관행을 옹호했다. "이것들은 수세기 동안 이어져 온 전통이며, 나는 계속해서 그것들을 옹호할 것이다. 부도덕한 행위를 하는 자들만이 두려워해야 한다." 2006년 사키네 모하마디 아쉬티아니 사건(이 사건으로 이란은 투석형 선고로 국제적 압력을 받았다) 이후, 이란의 고위 특사이자 인권 위원회장인 모하마드-자바드 라리자니는 투석형을 옹호했다. 그는 투석형이 사형보다 "덜한 형벌"이며, 유죄 판결을 받은 사람들이 생존할 기회를 준다고 주장했다.
지참금 사망은 결혼을 위한 높은 지참금 비용을 지불할 수 없는 여성들의 살해로 인해 발생한다. 국제앰네스티에 따르면, "지참금 관련 폭력의 지속적인 현실은 여성이 재산으로 취급될 때 어떤 일이 일어날 수 있는지를 보여주는 예시이다."

### 교육
여성들은 전통적으로 고등 교육에 대한 접근이 제한적이었다. 과거에는 여성이 고등 교육에 입학할 수 있었을 때, 덜 과학적인 과목을 전공하도록 권장되었다. 미국과 영국 대학에서 영문학 연구는 여성의 "덜한 지성"에 적합하다고 여겨지는 분야로 설립되었다.
고등 교육의 전문 분야는 남녀 간의 불평등을 야기하고 영속시킨다. 특히 미국에서는 컴퓨터 및 정보과학 분야에서 여성이 학부 학위의 21%만을 받았고, 공학 분야에서는 2008년에 여성이 학위의 19%만을 취득하여 불균형이 지속되고 있다. 미국 물리 박사 학위의 5분의 1만이 여성에게 수여되며, 그 여성들의 절반만이 미국인이다. 전국의 물리학 교수 중 14%만이 여성이다. 2019년 현재, 여성은 STEM 분야 전체 근로자의 27%만을 차지하며, 같은 산업 분야의 남성보다 평균적으로 거의 20% 적게 번다.
전 세계 문해율은 남성보다 여성에게서 낮다. 월드 팩트북의 데이터는 여성의 79.7%가 글을 읽고 쓸 줄 아는 반면, 남성의 88.6%가 글을 읽고 쓸 줄 안다는 것을 보여준다(15세 이상). 세계 일부 지역에서는 소녀들이 적절한 공교육이나 사교육에서 계속 배제되고 있다. 아프가니스탄 일부 지역에서는 학교에 가는 소녀들이 일부 지역사회 구성원과 종교 단체로부터 심각한 폭력을 겪는다. 2010년 유엔 추정치에 따르면, 아프가니스탄, 파키스탄, 예멘만이 남성 100명당 소녀가 90명 미만이었다. 자야찬드란과 예라스-무네이의 스리랑카 경제 개발 연구는 여성의 기대 수명 증가가 교육 투자를 장려하는데, 이는 더 긴 시간 지평이 시간이 지남에 따라 수익을 내는 투자의 가치를 증가시키기 때문이라고 제안했다.
서구에서 여성의 교육 기회와 성과는 크게 향상되었다. 1991년 이후, 미국 대학에 등록한 여성의 비율은 남성의 등록률을 초과했으며, 그 격차는 시간이 지남에 따라 확대되었다. 틀:기준일, 여성은 미국 대학생 1,080만 명의 대부분인 54%를 차지했다. 그러나 다이앤 할펀의 연구에 따르면, 남자아이들은 초등학교 교실에서 더 많은 관심, 칭찬, 비난, 처벌을 받으며, "이러한 남학생에 대한 교사의 적극적인 관심 패턴은 고등 교육에서도 계속된다"고 한다. 시간이 지남에 따라 여학생들은 교실에서 말하는 횟수가 줄어든다. 교사들은 또한 여학생들의 학업 성취를 돕는 데 더 많은 시간을 할애하는 경향이 있다.
남자 아이들은 흔히 ADHD 진단을 받는데, 일부에서는 이를 학교 시스템이 남성에게 이러한 라벨을 더 많이 붙이는 결과로 본다. 60개국 이상에서 진행된 OECD의 최근 연구에 따르면, 교사들은 같은 작업에 대해 남자 아이들에게 더 낮은 점수를 준다고 한다. 연구자들은 이를 남자 아이들에 대한 고정관념적 생각에 기인하며, 교사들이 이러한 성별 편향을 인지할 것을 권장한다. 한 연구에서는 학생들이 여교수들에게 남교수들보다 낮은 평가 점수를 준다는 것을 발견했는데, 비록 학생들이 여교수들 밑에서도 남교수들 못지않게 잘하는 것처럼 보였지만 말이다.
젠더 편향과 젠더 기반 차별은 여전히 많은 환경에서 교육 과정에 스며들어 있다. 예를 들어, 교수-학습 과정에서 교사가 남학생과 여학생에게 다르게 개입하고 기대하며 상호작용하는 것뿐만 아니라 교과서 및 학습 자료의 젠더 고정관념도 그러하다. 안전하고 가능하게 하는 학습 환경을 보장하기 위한 적절한 자원과 인프라가 부족했으며, 교육을 받을 권리를 존중하고 보호하며 이행하는 데 필요한 정책, 법률 및 계획 프레임워크가 불충분했다.

### 패션

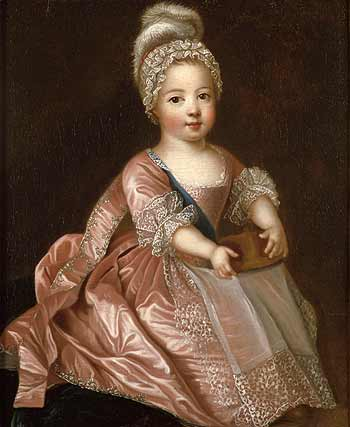
1712년 루이 15세, 분홍색 드레스를 입은 소년

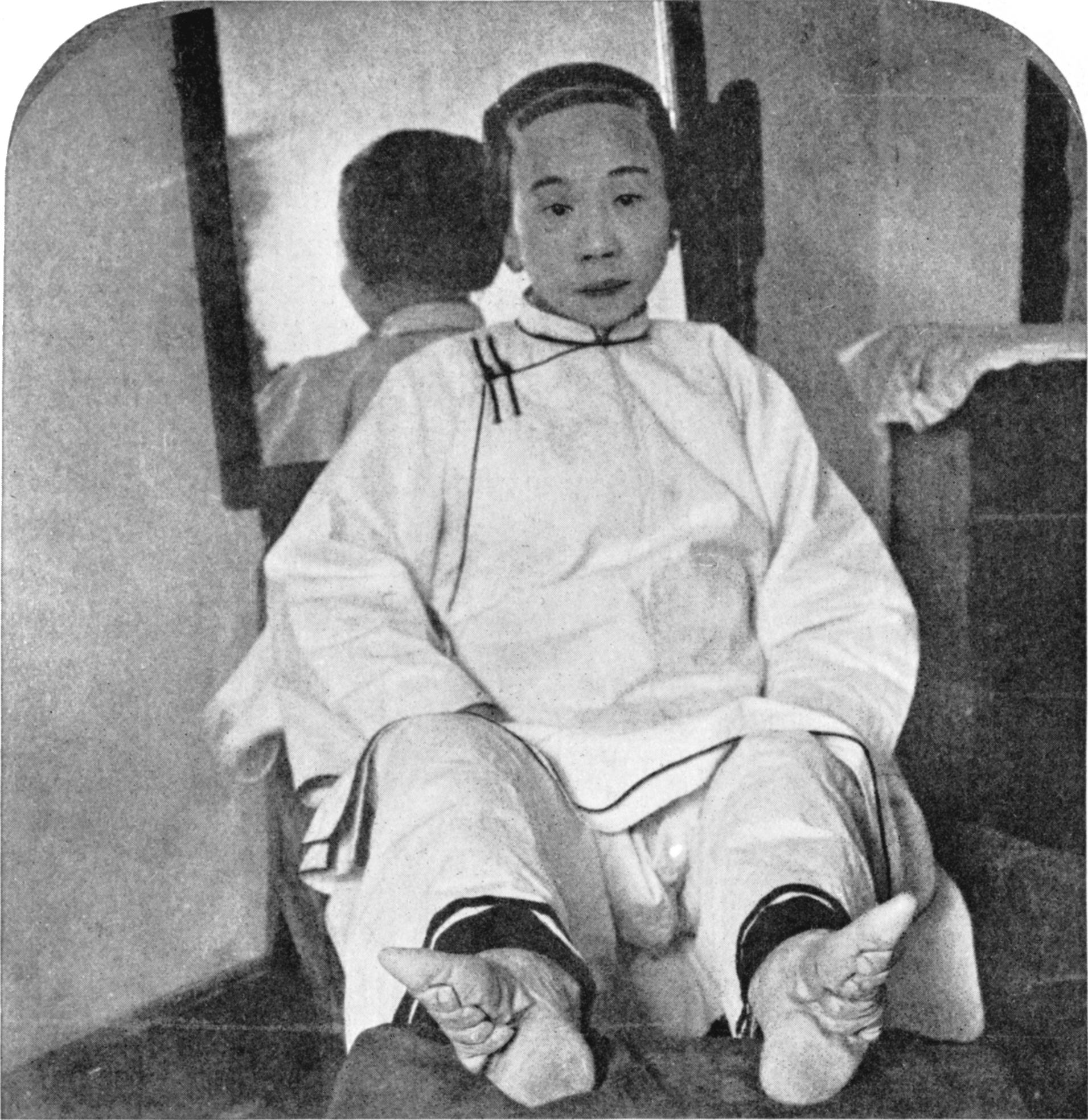
중국 여성이 전족의 효과를 보여주고 있다.

페미니스트들은 의류와 신발 패션이 여성에게 억압적이었으며, 그들의 움직임을 제한하고, 취약성을 증가시키며, 건강을 위협했다고 주장한다. 패션 산업에서 마른 모델을 사용하는 것은 폭식증과 신경성 식욕부진증의 발달을 조장했으며, 여성 소비자를 거짓된 여성적 정체성에 가두는 결과를 낳았다.
성별에 따른 아기 옷의 지정은 어린이들에게 부정적인 성 고정관념에 대한 믿음을 심어줄 수 있다. 한 예로 일부 국가에서 여자아이에게 분홍색을, 남자아이에게 파란색을 지정하는 것이다. 이러한 경향은 최근의 현상이다. 20세기 초에는 그 반대였다. 여자아이에게 파란색을, 남자아이에게 분홍색을 지정했다. 1900년대 초반, 더 워먼스 저널은 "분홍색은 더 확고하고 강한 색이므로 남자아이에게 더 적합하고, 파란색은 더 섬세하고 우아하므로 여자아이에게 더 예쁘다"고 썼다. 드레스메이커 잡지도 "[t]he preferred colour to dress young boys in is pink. Blue is reserved for girls as it is considered paler, and the more dainty of the two colours, and pink is thought to be stronger (akin to red)"라고 설명했다. 오늘날 많은 나라에서는 남자아이들이 드레스나 치마를 입는 것이 부적절하다고 여겨지지만, 이것 역시 비교적 최근의 견해이다. 16세기 중반부터 19세기 말 또는 20세기 초까지, 서방 세계의 어린 소년들은 바지를 입지 않고 두 살에서 여덟 살 사이의 연령까지 가운이나 드레스를 입었다.
여성이 옷을 입는 방식을 지시하는 법률은 국제앰네스티와 같은 많은 국제 인권 단체에서 성 차별로 간주한다. 많은 국가에서 여성은 당국(예: 이슬람 종교경찰), 가족 구성원 또는 지역 사회에 의해 특정 복장 규정을 지키지 않아 폭력에 직면한다. 국제앰네스티는 다음과 같이 말한다.
종교, 문화 또는 전통의 해석은 다르게 옷을 입기로 선택한 사람들에게 복장 규칙을 부과하는 것을 정당화할 수 없다. 국가들은 개인들이 가족 구성원, 지역사회 또는 종교 단체나 지도자들에 의해 특정 방식으로 옷을 입도록 강요당하는 것을 보호하기 위한 조치를 취해야 한다.
생산 과정 또한 성차별적 관행에 대한 비판에 직면한다. 의류 산업에서 약 80%의 노동자가 여성이다. 많은 의류 생산은 저렴한 노동력 때문에 아시아에 위치해 있다. 이 공장에서 일하는 여성들은 관리자와 남성 노동자들에게 성희롱을 당하고, 저임금을 받으며, 임신 시 차별을 받는다.

### 여성 성기 절제

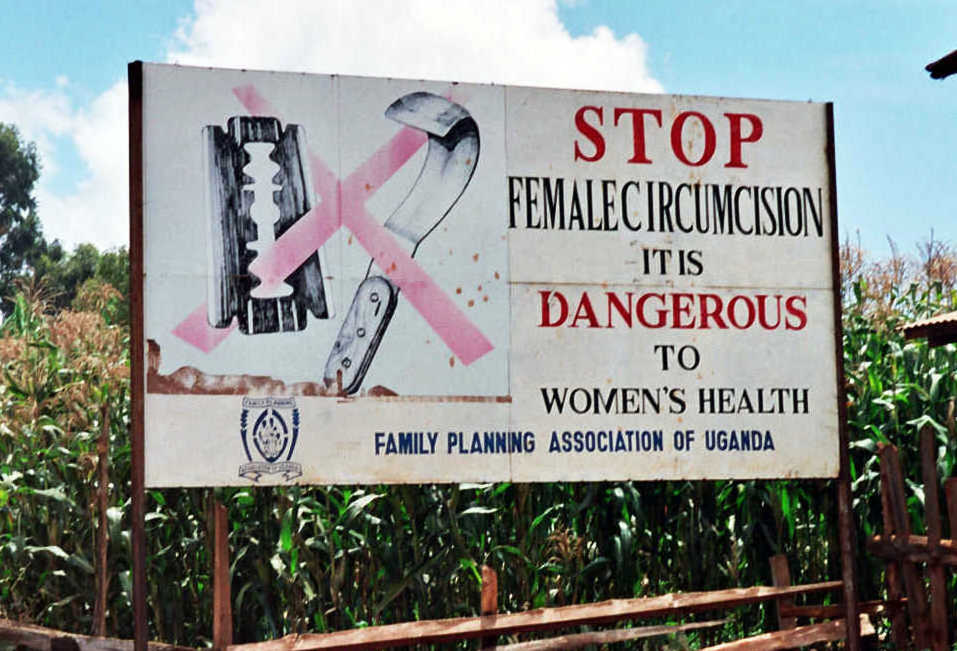
우간다의 여성 성기 절제 반대 캠페인 표지판

WHO는 여성 성기 절제를 "외부 여성 성기를 부분적으로 또는 완전히 제거하거나 비의료적인 이유로 여성 성기에 다른 손상을 입히는 모든 시술"로 정의한다. WHO는 또한 "이 관행은 소녀와 여성에게 건강상의 이점이 없으며 심한 출혈과 배뇨 문제를 일으킬 수 있으며, 나중에는 낭종, 감염, 그리고 출산 합병증 및 신생아 사망 위험 증가를 야기할 수 있다"고 명시한다. 이는 "국제적으로 소녀와 여성의 인권 침해로 인정되며" "여성에 대한 극단적인 차별 형태를 구성한다". 유럽 의회는 2014년 결의안에서 이 관행이 "남녀 간 평등이라는 유럽의 창립 가치에 명백히 위배되며, 여성이 남성의 대상이자 소유물로 여겨지는 전통적 가치를 유지한다"고 밝혔다.

### 젠더사이드와 강제 불임화

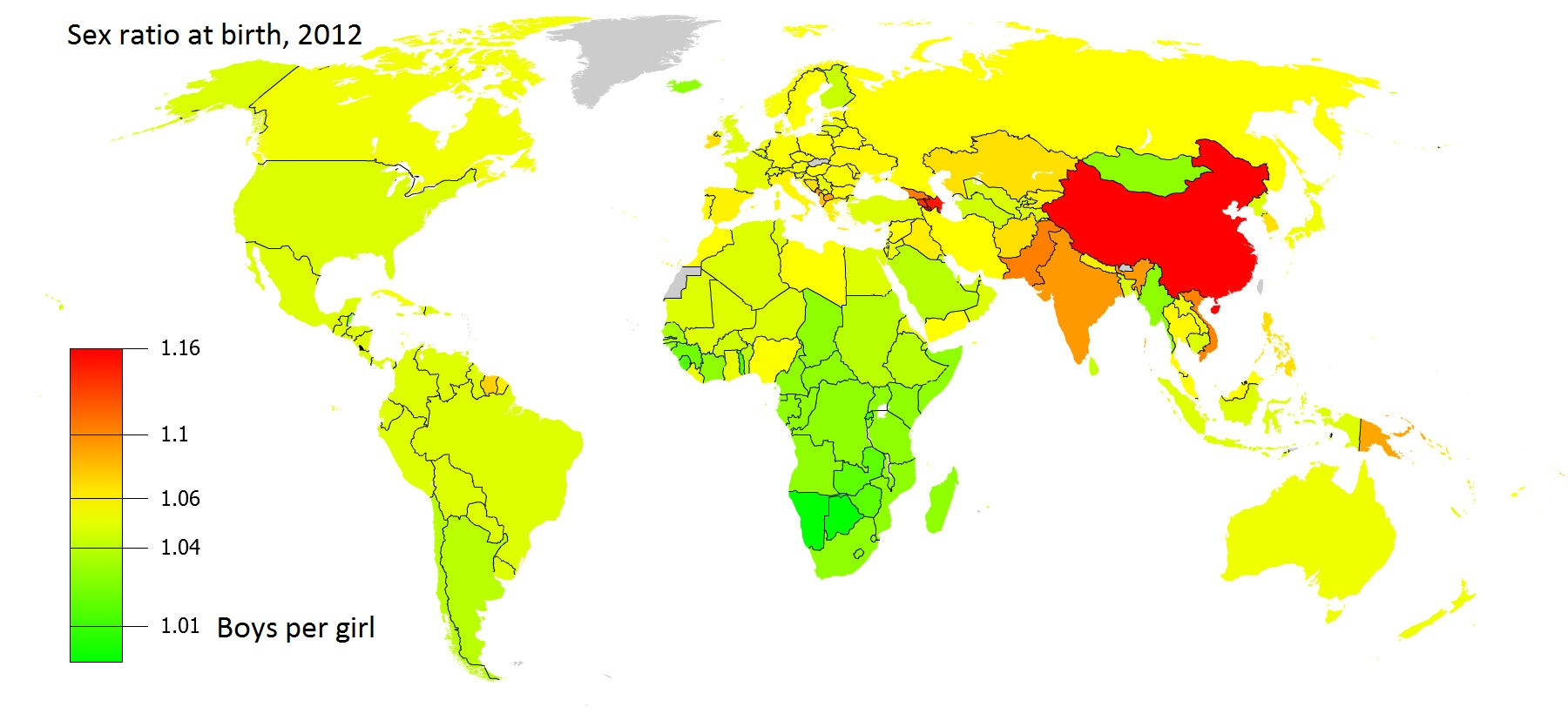
2012년 출생 성비 세계 지도

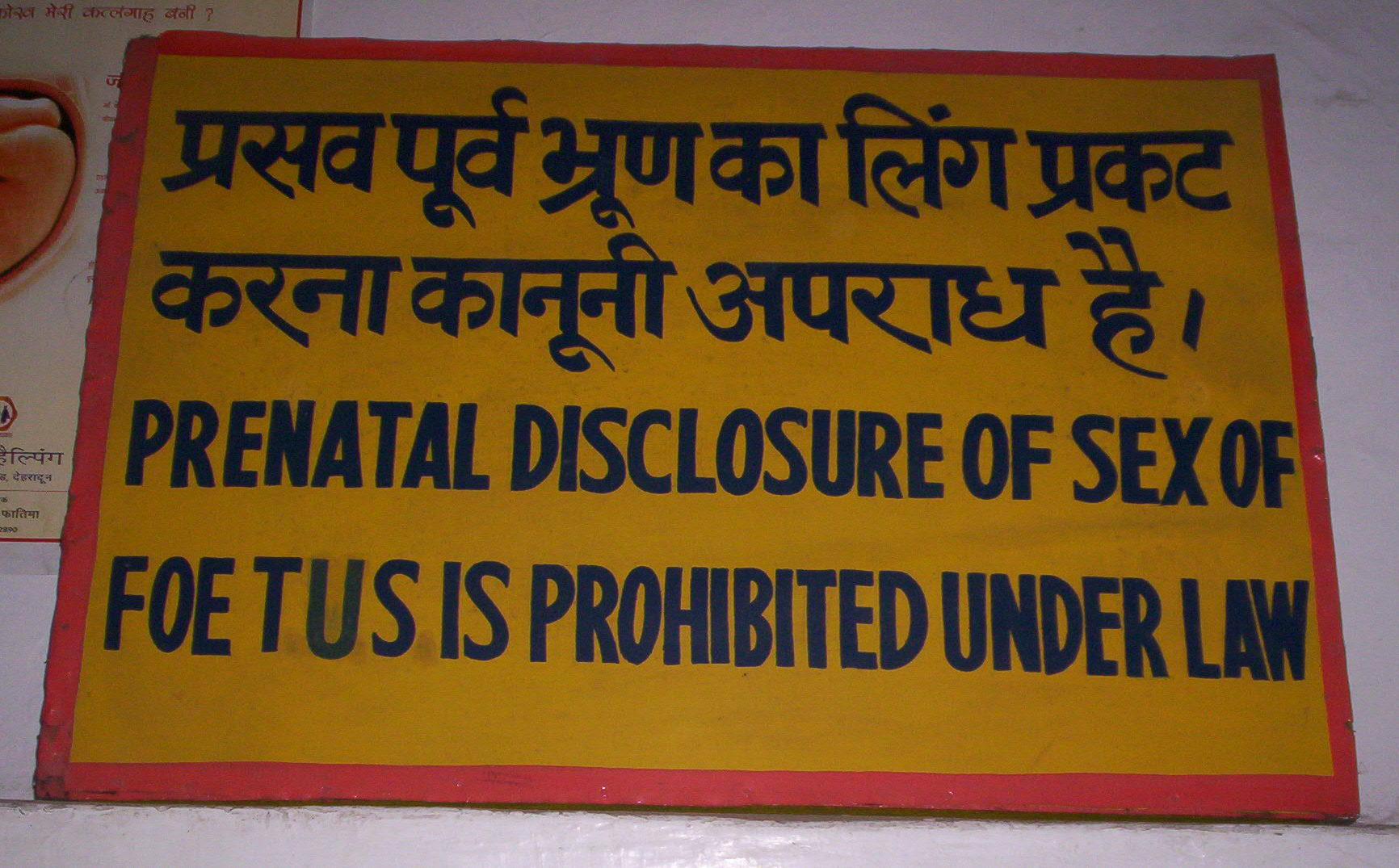

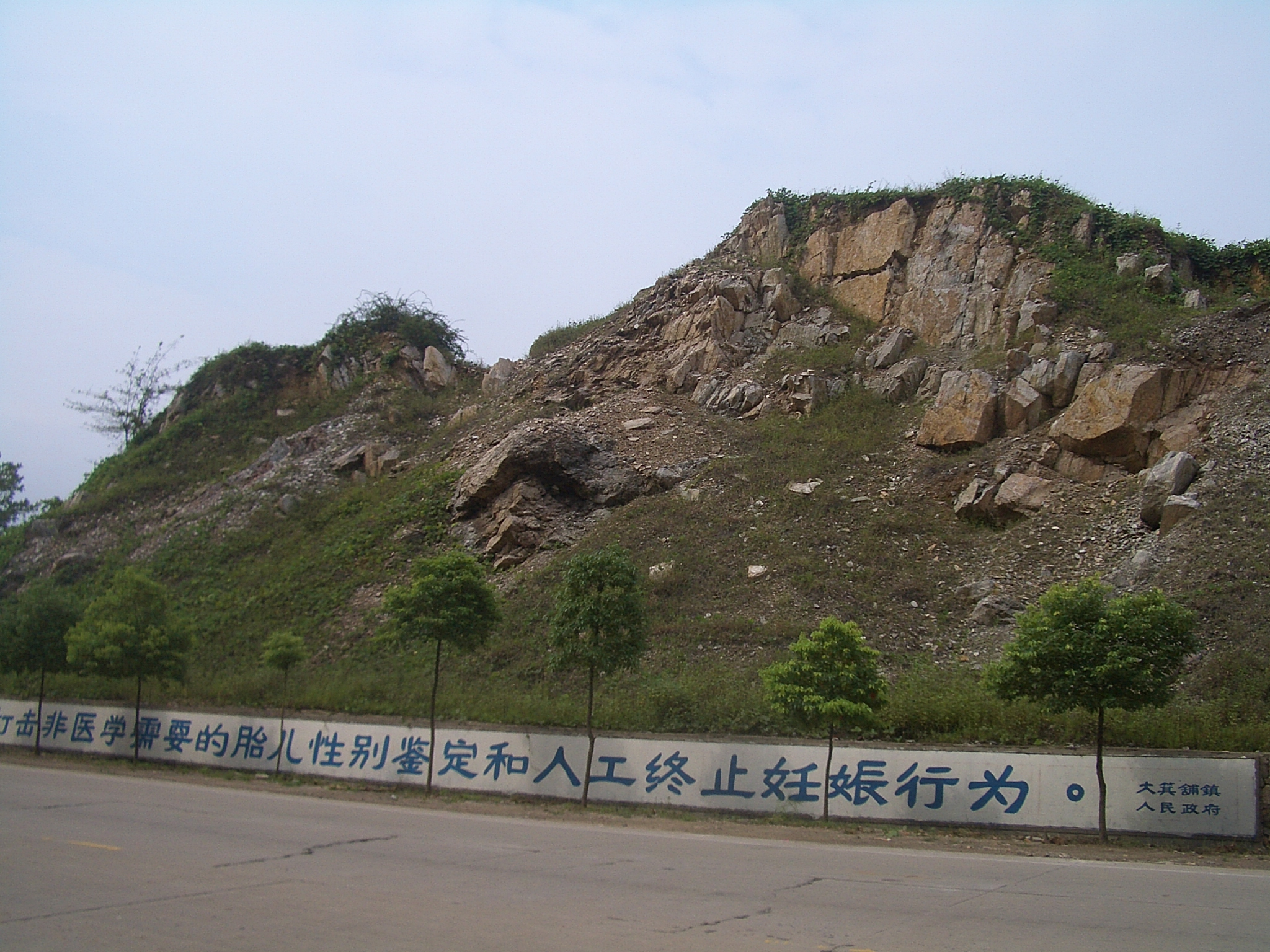
"의료적으로 불필요한 태아 성별 감별 및 임신 중단 행위를 단속하라."

여아 살해는 갓 태어난 여자아이를 살해하는 것이며, 여자 성별 선택 낙태는 태아의 성별이 여자라는 이유로 임신을 중단하는 것이다. 젠더사이드는 특정 성별 구성원을 체계적으로 살해하는 것이며, 이는 젠더 기반 폭력의 극단적인 형태이다. 여아 살해는 남아 살해보다 더 흔하며, 특히 남아시아의 중국, 인도, 파키스탄과 같은 국가에서 널리 퍼져 있다. 최근 연구에 따르면, 영아 살해의 결과로 중국과 인도에서 9천만 명 이상의 여성과 소녀가 실종되었다는 것을 시사한다.
성별 선택 낙태는 아기의 예측된 성별에 따라 임신을 중단하는 것을 포함한다. 여자 태아의 낙태는 남성 자녀를 여성보다 더 가치 있게 여기는 문화권에서 가장 흔하며, 예를 들어 동아시아 및 남아시아(중국, 인도, 한국), 캅카스 (아제르바이잔, 아르메니아, 조지아), 그리고 서발칸반도 (알바니아, 마케도니아, 몬테네그로, 코소보) 일부 지역에서 그러하다. 이러한 선호의 한 가지 이유는 남성이 여성보다 더 많은 소득을 창출하는 것으로 간주되기 때문이다. 이러한 경향은 지난 10년간 꾸준히 증가했으며, 미래에 여성 부족을 초래할 수 있다.
강제 불임화와 강제 낙태 또한 젠더 기반 폭력의 한 형태이다. 강제 불임화는 20세기 전반에 걸쳐 많은 서구 국가에서 시행되었으며, 우즈베키스탄과 중국과 같은 일부 국가에서 현재 시행되고 있다는 보고가 있다.
중국에서는 한 자녀 정책이 여성의 낮은 지위와 상호작용하여 여아 살해, 성별 선택 낙태, 여아 유기, 강제 낙태, 강제 불임화 등 많은 학대에 책임이 있는 것으로 간주된다.
인도에서는 지참금 관습이 여아 살해, 성별 선택 낙태, 여아 유기 및 학대와 밀접하게 관련되어 있다. 이러한 관행은 특히 인도 북서부 지역, 즉 잠무 카슈미르, 하리아나주, 펀자브, 우타라칸드주 및 델리에서 두드러진다. (인도의 태아 살해 및 인도의 여아 살해 참조)

### 사법 정의 및 규제

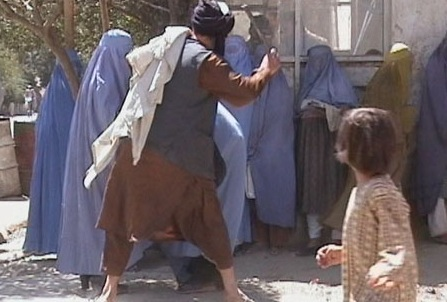
2001년 8월 26일, 카불에서 탈레반의 이슬람 종교경찰이 공공장소에서 부르카를 벗은 아프간 여성을 폭행하고 있다. 국가 폭력은 차별의 한 형태이다.

몇몇 OIC 국가들에서 여성의 법적 증언은 남성의 절반 가치만 있다. (참고: 이슬람에서 여성 증언의 지위) 이러한 국가들로는 알제리 (형사 사건), 바레인 (샤리아 법원), 이집트 (가정 법원), 이란 (대부분의 사건), 이라크 (일부 사건), 요르단 (샤리아 법원), 쿠웨이트 (가정 법원), 리비아 (일부 사건), 모로코 (가정 사건), 팔레스타인 (결혼, 이혼 및 자녀 양육권 관련 사건), 카타르 (가족법 문제), 시리아 (샤리아 법원), 아랍에미리트 (일부 민사 문제), 예멘 (간통 및 보복 사건에서 증언 아예 금지), 그리고 사우디아라비아가 있다. 이러한 법률은 휴먼 라이츠 워치와 이퀄리티 나우에 의해 여성에 대한 차별로 비판받았다.
일부 국가에서는 투석형을 사형의 한 형태로 사용한다. 국제앰네스티에 따르면, 투석형을 당하는 사람들의 대다수는 여성이며, 법률 시스템의 성 차별 때문에 여성들이 투석형에 불균형적으로 영향을 받는다.
많은 영미법 국가의 형사 사법 시스템 또한 여성 차별 혐의를 받고 있다. 도발 (법률)은 많은 영미법 국가에서 살인의 부분적 방어 수단으로, 살인을 고살로 전환시킨다. 이는 피해자의 행동에 "도발"당하여 "격정적인 상태"에서 살인을 저지른 경우에 적용된다. 이 방어는 간통 및 남성이 여성 파트너를 살해하는 기타 가정 분쟁 사례에서 불균형적으로 사용되기 때문에 남성에게 유리한 성별 편향이 있다는 비판을 받아왔다. 이러한 방어가 강력한 성별 편향을 보이며, 남성의 여성에 대한 폭력을 정당화하고 여성에 대한 폭력으로 인한 피해를 경시하는 형태이기 때문에 여러 관할권에서 폐지되거나 제한되었다.
라틴 아메리카 국가들의 정열 범죄에 대한 전통적인 관용은 여성을 재산으로 여기는 시각에서 비롯된 것으로 여겨진다. 2002년, 휴먼 라이츠 워치의 옹호 이사 위드니 브라운은 "[명예 살인]과 유사한 역학을 가진 소위 정열 범죄가 있으며, 여성들이 남성 가족 구성원에게 살해당하고 범죄가 용서되거나 이해될 수 있는 것으로 인식된다"고 말했다. 유엔 인권최고대표사무소 (OHCHR)는 "'정열 범죄'에 대한 완화 요소를 포함하여 법률의 차별적 조항을 제거할 것"을 요구했다.
트랜스젠더 사람들은 수감되어 있는 동안 광범위한 차별에 직면한다. 그들은 일반적으로 성정체성이 아닌 법적 출생 성별에 따라 수용된다. 연구에 따르면 트랜스젠더 사람들은 이러한 환경에서 괴롭힘과 성폭행의 위험이 증가한다. 또한 그들은 성전환과 관련된 의료 절차에 대한 접근을 거부당할 수 있다.

### 군대

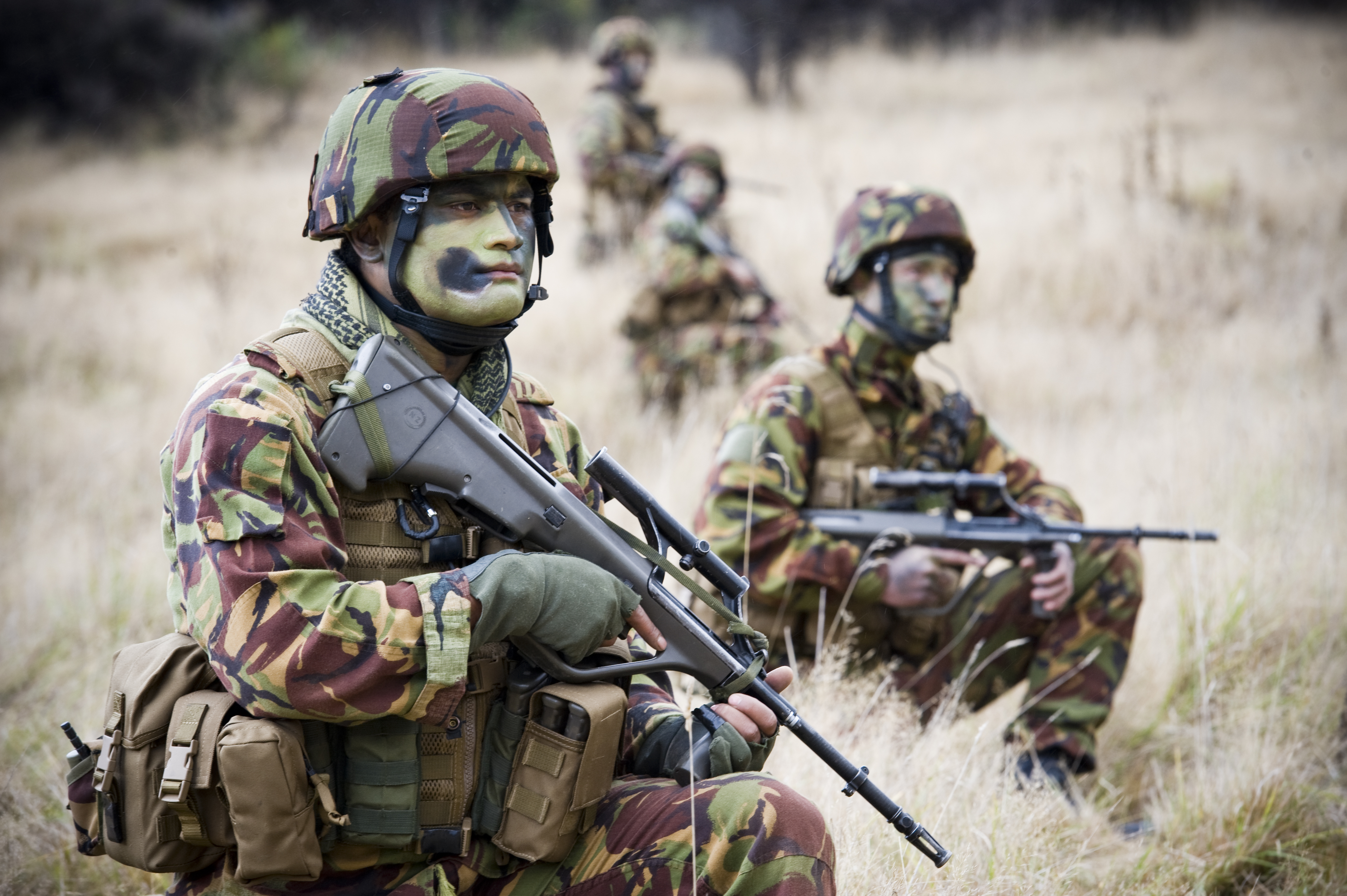
뉴질랜드 군인들

징병제, 즉 의무 군 복무는 성 차별적이라는 비판을 받아왔다.:102 고대와 중세에는 여성 징병의 사례가 여러 번 있었지만,:255 현대 시대에는 20세기 후반까지 주로 남성이 징병 대상이었다. 오늘날 대부분의 국가들은 여전히 남성만을 군 복무에 의무화하고 있다.
철학자 데이비드 베네타는 그의 저서 "제2의 성차별: 남성과 소년에 대한 차별"(2012)에서 "[징병제가] 필요한 경우, 남성만이 징병되어야 하고, 마찬가지로 남성만이 전투에 투입되어야 한다는 지배적인 가정"은 "성차별적인 가정"이라고 말한다.:102 인류학자 아이셰 귤 알티나이는 "동등한 참정권을 감안할 때, 남성 의무 징병만큼 남성과 여성을 급진적으로 차별하는 다른 시민권 관행은 없다"고 말했다.:34
단 아홉 국가만이 여성을 군대에 징집한다: 중국, 에리트레아, 이스라엘, 리비아, 말레이시아, 북한, 노르웨이, 페루, 그리고 대만. 핀란드, 튀르키예, 싱가포르와 같은 다른 국가들은 여전히 남성에게만 군 복무를 의무화하는 징병제를 사용하고 있지만, 여성은 자발적으로 복무할 수 있다. 2014년, 노르웨이는 성 평등 조치로 여성에게 의무 군 복무를 도입한 첫 NATO 국가가 되었고 2015년, 네덜란드 정부는 성 중립적인 징병법을 준비하기 시작했다. 성별 선택적 징병은 미국에서 이의가 제기되었다.
군대의 조건은 "성적으로 학대적"이며 여성에 대한 "성적 박해"라고 묘사되어 왔다. 끊임없는 성차별적 조롱, 적대감, 성희롱이 빈번하게 보고되어 왔다. 군대 내 여성은 적군에게 살해당할 확률보다 남성 동료 병사에게 강간당할 확률이 더 높다. 보고된 범죄에 대한 기소는 국방부가 지휘관의 리더십을 약화시킬 것이라고 주장하여 진행되지 않고 있다.

### 선고 불균형
미국에서는 일부 연구에 따르면 동일한 범죄에 대해 남성이 여성보다 더 가혹한 선고를 받는다. 체포 혐의, 범죄 기록, 기타 기소 전 변수를 통제한 후에도 남성에게는 60% 이상 더 무거운 형량이 부과된다. 여성은 아예 기소를 피하거나, 유죄 판결을 받더라도 수감을 피할 가능성이 더 높다. 성별 불균형은 사건의 성격에 따라 달라진다. 예를 들어, 사기 사건에서는 성별 격차가 덜 두드러지지만 마약 밀매 및 총기 사건에서는 더 크다. 이러한 불균형은 차별적 선고를 피하도록 설계된 지침에도 불구하고 미국 연방 법원에서 발생한다. 사형 또한 성별 편견으로 인해 고통받을 수 있다. 샤츠와 샤츠에 따르면, "[t]he present study confirms what earlier studies have shown: that the death penalty is imposed on women relatively infrequently and that it is disproportionately imposed for the killing of women".
미국 형사 사법 시스템에서 성별 격차에 대해 여러 가지 이유가 제시되어 왔다. 가장 흔한 이유 중 하나는 여성이 주로 양육자라는 기대이다. 다른 가능한 이유로는 "여자친구 이론"(여성이 남자친구의 도구로 간주되는 것), 여성 피고인이 당국에 협력할 가능성이 더 높다는 이론, 그리고 여성이 산후우울증이나 피학대 여성 증후군과 같은 변론을 인용하여 자신의 폭력 범죄를 피해자로 만드는 데 성공하는 경우가 많다는 이론 등이 있다. 그러나 이러한 이론 중 어느 것도 전체 격차를 설명하지 못하며, 성 차별도 근본적인 원인으로 제시되었다.
성 차별은 또한 일부 여성 피고인에게 사형이 선고되고 다른 여성 피고인에게는 더 가벼운 처벌이 선고되는 재판 결과의 차이를 설명하는 데 도움이 된다. 필립 배런은 여성 피고인이 자녀 살해나 낯선 사람 살해와 같이 성별 규범을 위반하는 범죄에 대해 사형 선고를 받을 가능성이 더 높다고 주장한다.

한 연구에서는 다음과 같이 밝혔다. 
[O]n average, women receive lighter sentences in comparison with men... roughly 30% of the gender differences in incarceration cannot be explained by the observed criminal characteristics of offense and offender. We also find evidence of considerable heterogeneity across judges in their treatment of female and male offenders. There is little evidence, however, that tastes for gender discrimination are driving the mean gender disparity or the variance in treatment between judges.
2017년 크네퍼의 연구에 따르면 "직장 성 차별 소송을 제기하는 여성 원고는 여성 판사가 사건을 배정받을 때 합의하고 보상을 받을 가능성이 상당히 높다. 또한 여성 판사는 남성 판사보다 피고가 제기한 동의를 허가할 가능성이 15%포인트 낮으며, 이는 최종 협상이 편견의 출현에 의해 형성됨을 시사한다."

### 재생산권
유엔 인구 기금은 "가족 계획은 성 평등과 여성 역량 강화에 핵심이다"라고 썼다. 전 세계 많은 국가에서 여성은 임신 관리, 가족 계획, 피임을 포함한 재생산 건강 관련 의료 및 정보 서비스를 거부당하고 있다. 낙태법이 매우 엄격한 국가(특히 라틴아메리카)에서는 유산을 겪는 여성들이 종종 고의로 유산을 유도했다는 의심으로 경찰 조사를 받고 때로는 투옥되

## 해결 방안
선진국에서는 성별·장애·나이·언어·국적·인종·피부색·출신지역·기혼·비혼·동거 등을 '차별 금지 대상'으로 규정하고 이를 근거로 고용이나 교육기관 입학 등에 불리한 대우를 받지 않도록 한다. 특정 개인 및 집단에 대해 신체적·정신적 고통을 주는 것을 금지하고 특히 차별 행위를 고의적·지속적으로 하는지를 판단해 악의적인 차별 행위로 판단되면 통상적인 민사상 손해배상액의 2~5배에 해당하는 배상금을 지급하도록 규정하는 차별금지법이 시행된다. 미국, 독일, 영국 등은 소수자의 인권을 보호하는 측면에서 모두 차별금지법을 시행하고 있고 이를 어기면 민사상 손해배상 및 형사상 처벌까지 한다. 대한민국의 서울특별시는 모든 부서에 '젠더담당관'을 두는 정책을 펴기도 하였다.

## 같이 보기
- 젠더폭력
- 여성주의
- 남성주의
- 남존여비